# Théorie du complot

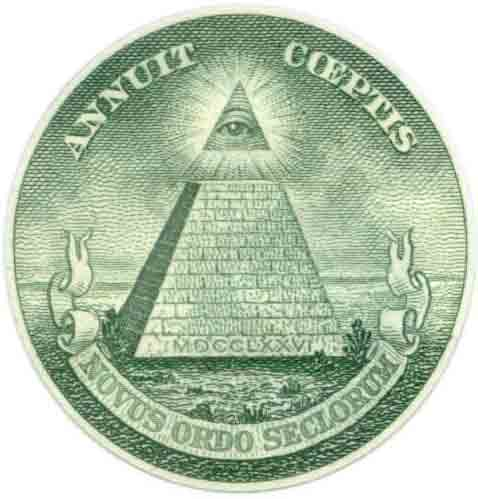
Élément du billet d'un dollar américain figurant l'œil de la Providence ; ce symbole a été invoqué comme preuve d'un complot mondial maçonnique ou Illuminati par les partisans de ces théories.

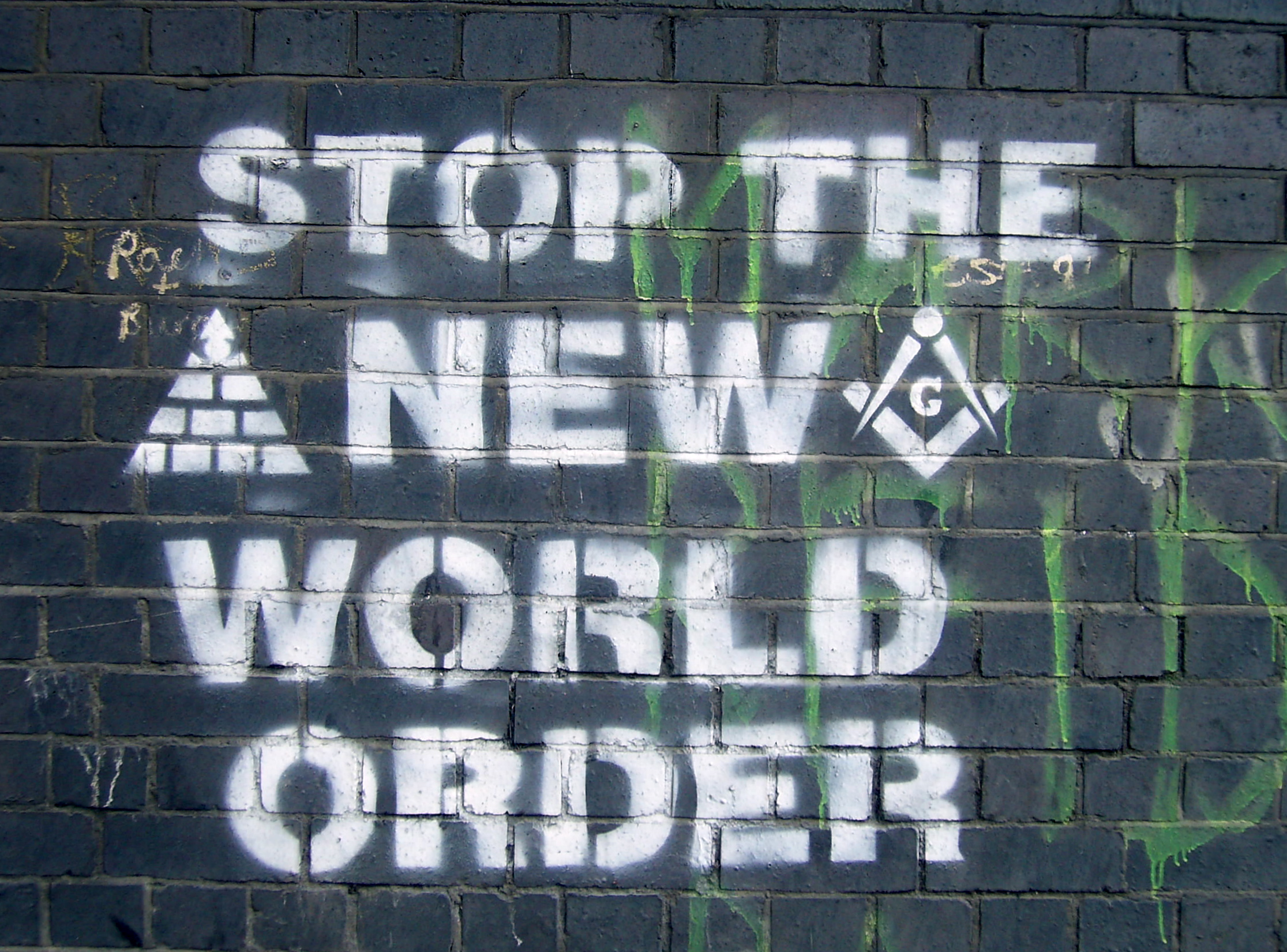
Appel conspirationniste contre le « nouvel ordre mondial ».

Une théorie du complot (complotiste, conspirationniste, ou conjurationniste) est une théorie qui explique un événement comme résultant majoritairement d'un complot, c'est-à-dire d'une action planifiée et dissimulée d'une ou plusieurs personnes en vue de nuire à une ou plusieurs autres personnes.
La terminologie de « théorie de complot » est plus exacte dans la mesure où il peut exister plusieurs théories complotistes pour le même phénomène, et où factuellement, plusieurs complots peuvent contribuer au même effet.

## Histoire

### Genèse historique
Plusieurs historiens estiment que les théories du complot existent de tout temps et dans toutes les sociétés humaines, au point qu'on peut y voir une constante anthropologique,. D'autres considèrent que ces théories s'enracinent dans l'imaginaire occidental et émergent avec la Renaissance, le siècle des Lumières, ou bien remontent à l’Antiquité gréco-romaine.
Les Templiers et la Compagnie de Jésus semblent être les premiers groupes structurés accusés de mener un mégacomplot planétaire afin de dominer le monde.

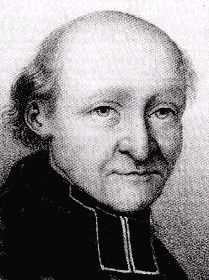
L'abbé Augustin Barruel, selon lequel la Révolution française a été organisée par la franc-maçonnerie française et les Illuminés de Bavière.

Les premiers ouvrages contenant une théorie du complot portent sur la Révolution française et datent des années 1790 : 1791 pour Le Voile levé pour les curieux, ou le Secret de la Révolution révélé, à l’aide de la Franc-Maçonnerie, du prêtre eudiste Jacques-François Lefranc, et 1798 pour les Mémoires pour servir à l'histoire du jacobinisme, de l'abbé Augustin Barruel. Pour Frédéric Charpier, le livre de Barruel constitue la « première théorie du complot » : elle ne considère pas la Révolution française comme le résultat d'un mouvement populaire spontané ou des impulsions sur le moment des acteurs, mais plutôt comme le fruit d'une conspiration antichrétienne. Ce prototype contient l'essentiel des futurs récits conspirationnistes : une « idéologie réactionnaire », une « subjectivité camouflée dans une fausse objectivité », un « langage haineux ».
L'abbé Barruel n'est pas original dans sa démarche complotiste. François Furet remarque : « On n'en finirait pas de recenser les usages et les acceptions de l'idée de complot dans l'idéologie révolutionnaire : c'est véritablement une notion centrale et polymorphe, par rapport à laquelle s'organise et se pense l'action ; c'est elle qui dynamise l'ensemble de convictions et de croyances caractéristique des hommes de cette époque, et c'est elle aussi qui permet tout à coup l'interprétation-justification de ce qui s'est passé. » Des révolutionnaires ont accusé de comploter « contre » la Révolution les girondins, les modérantistes, les Vendéens, les Autrichiens ou encore les fédéralistes, ou des agents de nations étrangères, de William Pitt ou de la Prusse.
La Révolution française apparaît donc comme le premier grand évènement de l'histoire du conspirationnisme, dans la mesure où ce bouleversement a suscité des systèmes d'explications. Si l'idée fantasmatique de la Révolution comme coup d'État préparé était relativement partagée, en revanche les interprétations divergeaient quant à l'identité des supposés conspirateurs : Club politique, Loge maçonnique et autres « sociétés de pensée » passant pour avoir organisé leur prise de pouvoir, anciens officiers de la guerre d'Amérique, financiers et négociants gravitant autour du Club des feuillants ou du Club Massiac, du Club des jacobins… La conspiration dénoncée par l'abbé Barruel dans Mémoires pour l'histoire du jacobinisme implique même des groupes disparus à cette époque, comme les Rosicruciens et les Templiers.
L'Écossais John Robison publie en 1797 les Preuves de conspirations contre toutes les religions et tous les gouvernements de l'Europe, où il prétend démontrer, non seulement l'évident rejet des superstitions par les Lumières, mais l'existence d'une organisation secrète qui planifie le remplacement des religions par l’humanisme et des nations par un gouvernement mondial unique. Concernant le caractère réactionnaire de la théorie du complot, on peut toutefois relever que les analyses de l'abbé Barruel ont été contredites par Joseph de Maistre. De son côté, Marcel Gauchet déclare que c'est en réaction à Augustin Cochin, dont l'œuvre relaie la même interprétation conspirationniste de la Révolution, que l'expression « théorie du complot » est apparue en France.

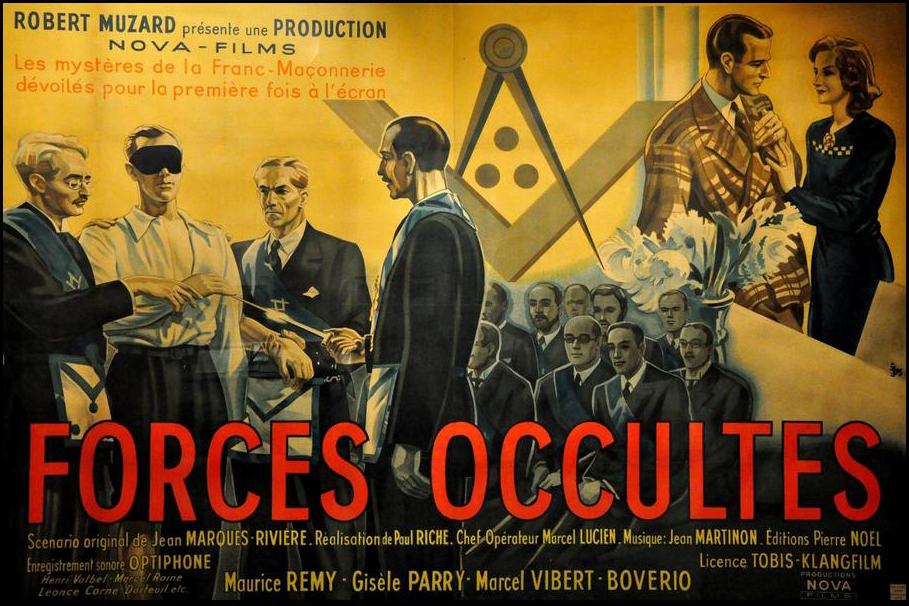
Affiche de Forces occultes (1943), film antimaçonnique réalisé par Jean Mamy.

Pour l'historien des religions Emmanuel Kreis, spécialiste du mythe du complot judéo-maçonnique, « avec la Révolution, commence l'ère de l'incertain et de l'indécis. L'histoire n'obéit plus aux plans divins, la société se trouve livrée à elle-même, sans vérité transcendante […]. Expérience traumatisante et vue comme contredisant l'ordre naturel, la Révolution ne peut qu'être le fruit d'une conspiration totale, omnisciente et omnipotente. La Révolution devient le fruit de manœuvres orchestrées dans les “arrière-loges”. C'est le début de la dénonciation du complot maçonnique ». Kreis décrit lui aussi quelques constantes dans les théories du complot : « Tout est lié, le complot ne laisse pas la place au hasard, tout acte entraîne une conséquence prévue », en somme, tout est écrit ; « le complot se joue de l'espace et du temps, il est normal qu'un évènement particulier ait été provoqué par une cause éloignée dans l'espace ou le temps » ; et enfin « derrière ce que l'on croit voir il existe un monde clandestin dans lequel les conspirateurs agissent ».
L'historien Éric Saunier distingue les Constitutions d'Anderson, un texte fondateur de la franc-maçonnerie qui a exercé « une influence profonde sur les écrits que produisirent nombre d’initiés ayant appartenu au monde littéraire du siècle des Lumières », de ce qui relève du fantasme et donc du caractère complotiste : la conspiration. Ainsi, « l’influence prêtée abusivement aux maçons est avant tout à rechercher dans le rôle exercé par la formation maçonnique sur les mentalités des initiés », aux idées qui circulaient au XVIIIe siècle et non à quelques conspirateurs spécifiques.

### Évolution du second millénaire
Au XIXe siècle, les théories du complot prennent, comme cause des évènements, des sociétés secrètes datant du siècle précédent, notamment les francs-maçons et les Illuminati qui se réclamaient de la philosophie des Lumières, mais aussi des groupes plus anciens comme les Jésuites.
Pour Pierre-André Taguieff, « la démonie du soupçon insatiable est un principe de l’imaginaire du complot et du contre-complot ». L’exemple du complot juif décrit par Bakounine illustre les principes structurels de la pensée complotiste, mis en lumière par Frédéric Charpier et Emmanuel Kreis. Pierre-André Taguieff : « Au milieu de la controverse entre marxistes et anarchistes, rival malheureux et vindicatif de Marx dans la lutte pour la direction de la Ire Internationale, Bakounine réunit en 1872, dans le même complot juif pour la domination universelle, le pôle capitaliste (la banque Rothschild) et le pôle communiste-marxiste (Marx), soit les deux faces de ce qu’il appelle la « secte exploitante ». » Bakounine théorise : « Tout ce monde juif, constituant une secte unique exploitante […] est maintenant, au moins en grande partie, à la disposition de Marx, d'une part, et de Rothschild de l'autre […]. Le fait est que le socialisme autoritaire, le communisme marxiste, exige une forte centralisation de l'État. Et là où il y a centralisation de l'État, il doit nécessairement y avoir une banque centrale, et là où existe une telle banque, est la nation juive. »

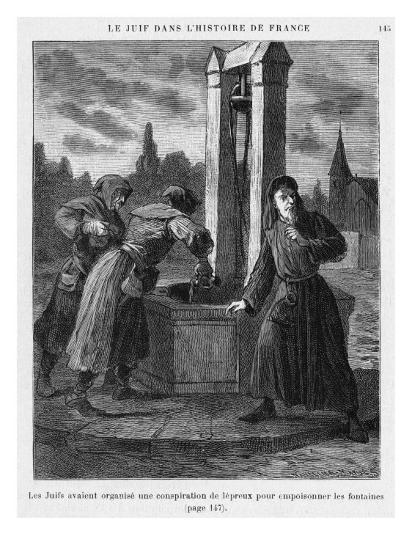
Gravure antisémite dépeignant le prétendu complot des lépreux incités par les Juifs à empoisonner des puits au XIVe siècle.
Illustration extraite de La France juive d'Édouard Drumont, Paris, Librairie Blériot, 1885.

Au Moyen Âge, une rumeur de complot fomenté par les Juifs dans le but de propager la lèpre apparaît en 1319 dans l’actuelle Bavière et se répand en France. Le moine chroniqueur Guillaume de Nangis rapporte que le roi sarrasin de Grenade aurait nourri un projet de vengeance en incitant les Juifs à empoisonner les puits des chrétiens. Trente ans plus tard, dans les années 1348-1351, la peste noire tue près du tiers de la population européenne. Une fois encore, les Juifs sont accusés d’empoisonner les puits et sont massacrés en grand nombre, notamment dans le sud de la France, en Suisse, en Allemagne, alors même que le pape menace d’excommunication ceux qui participeraient à ces pogroms.
L'idée d'un complot comme cause explicative d'un phénomène malheureux apparaît lors de l’épidémie de choléra qui frappe Paris en 1832. Alexandre Dumas rapporte le lynchage de plusieurs victimes de la rumeur selon laquelle les autorités faisaient jeter du poison par leurs agents dans les fontaines et dans les brocs des marchands de vin afin de « diminuer la population et détourner l’attention générale des questions politiques ». Soupçonnés par la foule d'empoisonner les malades dans les hôpitaux, des médecins parisiens sont pris à partie.
À la charnière du XXe siècle, on voit réapparaître les Juifs, cette fois associés aux francs-maçons, avec les Protocoles des Sages de Sion, faux document mis au service de l'antisémitisme russe pour encourager les pogroms, et réutilisé plus tard par les antisémites européens (dont Adolf Hitler, qui s'y réfère explicitement dans Mein Kampf).

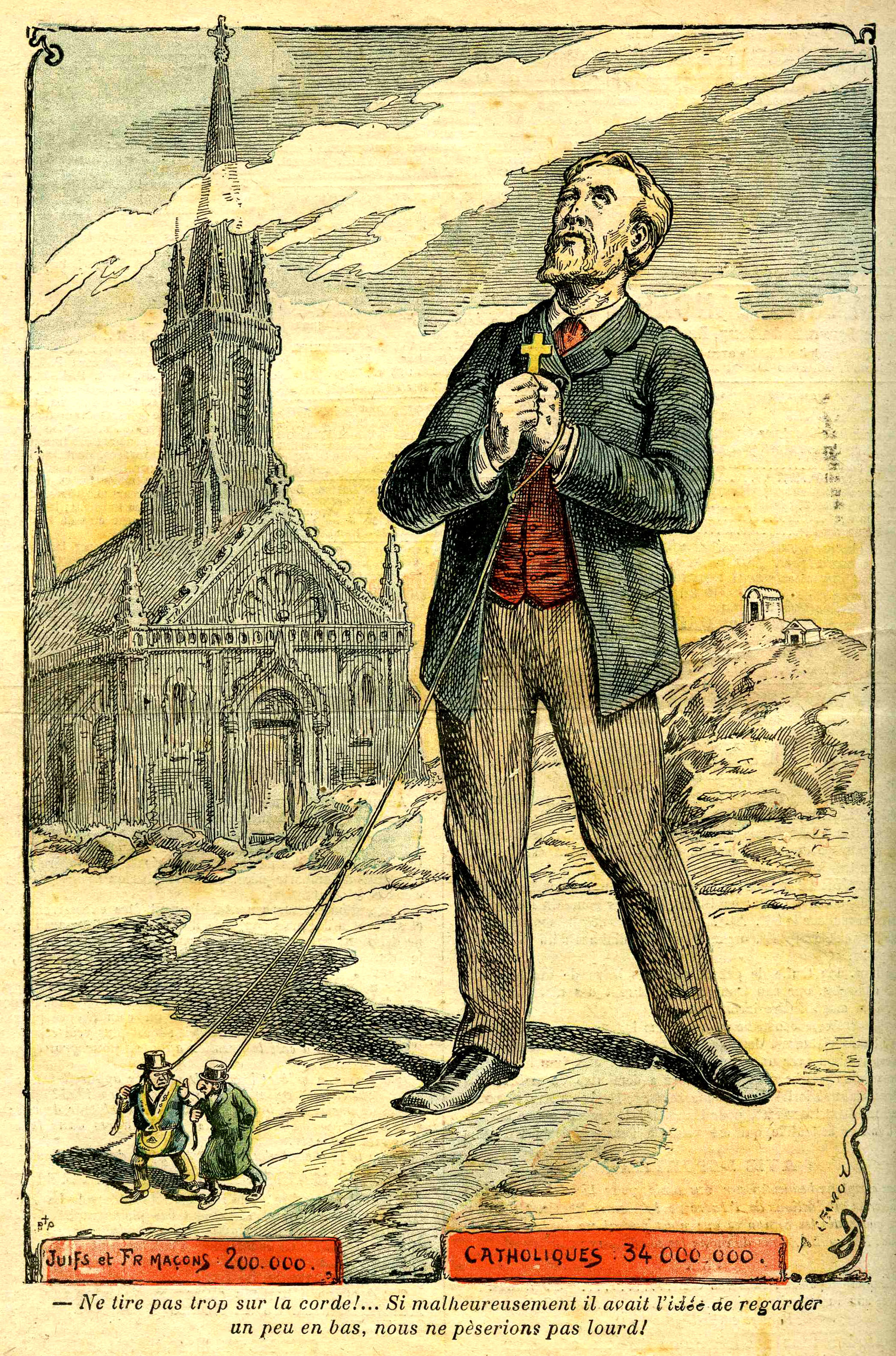
Dessin conspirationniste antisémite et antimaçonnique, montrant la France catholique conduite par les Juifs et les francs-maçons (Achille Lemot pour Le Pèlerin, 31 août 1902).

À l'instigation de Léon Daudet qui avait dénoncé dès 1912 l’espionnage soi-disant ourdi par « l’Allemand et son compère le Juif », au début de la Première Guerre mondiale en août 1914, le laboratoire et presque tous les 850 points de livraison de la Société laitière Maggi à Paris sont attaqués et détruits par une foule en colère. Partout en France, les plaques en métal émaillé « Maggi » et « KUB » sont dévissées, parce que Maggi est considéré comme une société allemande, qui ne sert que de couverture pour des activités d'espionnage contre la France. La rumeur court que les produits Maggi, notamment laitiers, sont empoisonnés. Une autre rumeur dit que Julius Maggi (qui, en réalité, était mort depuis deux ans) aurait tenté de s'enfuir de France avec 40 millions de francs cachés dans des bidons de lait et aurait été arrêté. Il fallut attendre 1920 pour que la plainte déposée en 1913 aboutît à la condamnation des diffamateurs,.
Aux États-Unis, les théories du complot s'installent avec l'anticommunisme, notamment dans un discours du sénateur Joseph McCarthy prononcé devant le Congrès américain le 14 juin 1951. Comme le souligne le philosophe Philippe Huneman, Richard Hofstadter montre que « l'une des premières manifestations conspirationnistes d'envergure aux États-Unis fut le maccarthysme, motivé par une obsession paranoïaque du complot communiste ». L'assassinat de John F. Kennedy en 1963, considéré comme le fruit d'une conspiration par le Comité HSCA en 1979, a suscité un grand nombre d'élucubrations. L'expression de « théorie du complot » est d'ailleurs utilisée pour la première fois par Le Monde dans un article du 7 octobre 1966 évoquant l’assassinat du président américain. Il est cependant un point objectif qui a amené beaucoup de gens à croire d'emblée à un complot impliquant au moins deux hommes dans le forfait : l'assassinat par Jack Ruby, le 24 novembre 1963, de Lee Harvey Oswald, qui de ce fait ne sera jamais jugé. L'assassin-lyncheur fit état lors de son premier procès de menaces à son endroit et décéda en prison, officiellement d'un cancer trois ans plus tard, le 3 janvier 1967, sans avoir pu être rejugé en appel comme l'avait requis la cour d'appel du Texas le 5 octobre 1966. D'après Rudy Reichstadt, « les occurrences commencent à se multiplier à partir des années 1980 ». Par ailleurs si le rapport du HSCA comme ses auteurs le disent dans l'introduction, a rouvert l'enquête en 1977 de la commission Warren, éditée en septembre 1964 ce fut bien à cause des manipulations et agissements des successeurs de Kennedy, Lyndon B. Johnson (qui nomma la commission le 29 novembre 1963) pendant la guerre du Viet-Nam ), Richard Nixon aux Etats-Unis avec le Watergate qui ont grandement ébranlé la confiance des Américains dans le respect des institutions et de la loi par leurs présidents.
Mais ailleurs on peut citer en revanche sans aucun doute comme exemples de complotisme les morts prétendument suspectes de Daniel Balavoine, John Lennon, Coluche, puis dans les années 1990 de Jean-Edern Hallier, Pierre Bérégovoy, Lady Diana ou encore Tupac Shakur.
À partir de 1985, dans un contexte où la Russie propage une vision des États-Unis qui créent des virus à la chaîne, se répand la thèse du virus du sida créé « afin de viser les populations africaines et noires américaines » selon Yevgeniy Golovchenko ; cette thèse est publiée dans plus de 2 000 journaux de 25 pays depuis 1985 selon Milton Leitenberg. Cette théorie du complot est également promue par des personnalités importantes de la communauté afro-américaine comme Will Smith, Bill Cosby et Spike Lee.

### XXIesiècle
Mais c'est surtout au XXIe siècle en Amérique du Nord avec les attentats du 11 septembre 2001 (suscitant un flot de contestations conspirationnistes) et leur médiatisation mondiale que l'expression « théorie du complot » est devenue courante. Les théories complotistes autour de ces attentats vont provoquer un engouement et une explosion du complotisme à venir, et servir de matrice aux théories suivantes.
Au lendemain des attentats du 11 septembre 2001, la France demeure un terreau fertile pour le complotisme chez nombre de personnalités, notamment lorsque L'Effroyable Imposture, ouvrage de Thierry Meyssan, président du Réseau Voltaire, — et vendu à des centaines de milliers d'exemplaires en France — a affirmé que les attentats étaient en réalité une mise en scène montée par le complexe militaro-industriel. Quelques années plus tard, l'actrice Marion Cotillard a déclaré, dans le cadre d'une émission télévisée, que les tours du 11-Septembre étaient « bourrées d'or », « un gouffre à thunes », et qu'il était « beaucoup plus cher de faire des travaux etc. que de les détruire ». D'autres affirmations du même ordre par des personnalités telles que Jean-Marie Bigard et Mathieu Kassovitz font dire à Jonathan Schel dans Slate qu'« il n'y a qu'en France qu'on publie régulièrement des livres comme L'Effroyable Imposture de Thierry Meyssan, ou le tout récent 11-Septembre : les vérités cachées, d'Éric Raynaud », ajoutant que tous ces propos illustrent « l'immense confusion qui semble régner dans le cerveau de nos stars ».
Ces évolutions résultent également des transformations de notre rapport aux documents audiovisuels d'actualité, qui ont débuté avec la diffusion des films amateurs retraçant l'assassinat de John Kennedy. Les images des derniers instants du président américain sont à l'origine des premières critiques de la thèse officielle quant à l'auteur de cet assassinat, installant l'idée qu'une analyse fine des documents pouvait offrir à elle seule la possibilité, pour n'importe quel spectateur, de déceler l'existence d'un complot. Plus de cinquante ans plus tard, la culture du soupçon systématique à l'égard des images d'actualité est un élément prépondérant dans les théories du complot sur le 11 septembre 2001, notamment à propos du trou laissé dans le mur du Pentagone, visible sur les images mises en ligne par les médias américains, qui serait d'une dimension inférieure à l'envergure de l'avion. Un livre de Jean Guisnel et Guillaume Dasquié paru en 2003 s'est employé à réfuter ces arguments. Ce « démon du soupçon » touche également les sciences sociales critiquant la domination politique, selon Nathalie Heinich, dans Le Bêtisier du sociologue. Fondées sur la pratique systématique du soupçon, ces approches sociologiques conduisent parfois à l'adoption d'une phraséologie et d'un jargon conspirationniste,.
À la fin du XXe siècle et au début du XXIe siècle, le filon du conspirationnisme est exploité dans de grands succès populaires comme la série X-Files (1994-2003) ou le film Da Vinci Code (2003). Cela contribue à diffuser une culture du complotisme, notamment en France, où elle avait perdu de son crédit depuis la Seconde Guerre mondiale. Certains sociologues considèrent, en outre, la généralisation de l'explication par le complot comme un aspect clé de la mentalité postmoderne. « Même s’il reste difficile de mesurer le degré de pénétration sociale des thèses conspirationnistes, elles n’ont visiblement pas épargné, sous une forme abâtardie et plus ou moins maîtrisée, la sphère des élites, qu’il s’agisse d’élites du spectacle, politiques, ou médicales. Et sur d’innombrables forums — pas seulement ceux des sites spécialisés sur les théories du complot —, les soutiens aux thèses conspirationnistes s’affichent ouvertement, cherchant la conviction, maniant la dénonciation, et s’appuyant désormais sur une abondante littérature et de multiples prises de position de sympathisants ».
En 2007, la théorie du complot revient sur le devant de la scène dans la presse spécialisée. En 2007 et 2008, l’appellation « théorie du complot » gagne ainsi en visibilité en France, et devient utilisée par les médias, par exemple Le Monde en 2008 au sujet d'une déclaration de Marion Cotillard.
Dans ce contexte, Serge Halimi et Arnaud Rindel critiquent le fait que « la multiplication des critiques formulées à l’encontre des grands médias [ait] été traitée par ces mêmes médias comme un supposé « retour des théories du complot » ». Ils notent que cet « intérêt affiché pour ce thème a, comme souvent, « spontanément » coïncidé avec une recrudescence des essais diffusés en librairie » et qu'il en résulte une dérive possible avec « l’assimilation de plus en plus fréquente de toute critique de l’institution médiatique à des conspirations imaginaires ».
Dans les années 2010, deux néologismes apparaissent : conspirationnisme et complotisme. Le Petit Larousse définit le conspirationniste comme « quelqu’un qui se persuade et veut persuader autrui que les détenteurs du pouvoir (politique ou autre) pratiquent la conspiration du silence pour cacher des vérités ou contrôler les consciences ».
En janvier 2018, un sondage de l'IFOP révèle que, sur 1 252 répondants, seulement 21±2,5 % (soit entre 18,5 % et 23,5 %) ne croient en aucune théorie du complot, et que les jeunes sont plus susceptibles d'y croire. La croyance la plus répandue concerne une collusion entre le ministère de la Santé et l'industrie pharmaceutique pour cacher les effets secondaires des vaccins (~ 55 %). Près de la moitié des répondants croient au « grand remplacement », environ 32 % pensent que le virus du sida a été créé en laboratoire et testé sur la population africaine. Seules 4 % des personnes interrogées croient que le réchauffement climatique n’existe pas, et qu’il s’agit d’« une thèse avant tout défendue par des politiques et des scientifiques pour faire avancer leurs intérêts ». En revanche, 65 % des Français sont convaincus qu'il s'agit d'un phénomène causé principalement par l’activité humaine, bien que 25 % pensent qu’on ne sait pas encore avec certitude s'il découle de l’activité humaine ou des rayonnements solaires.

## Assise et argumentation rhétorique

### Conceptualisation

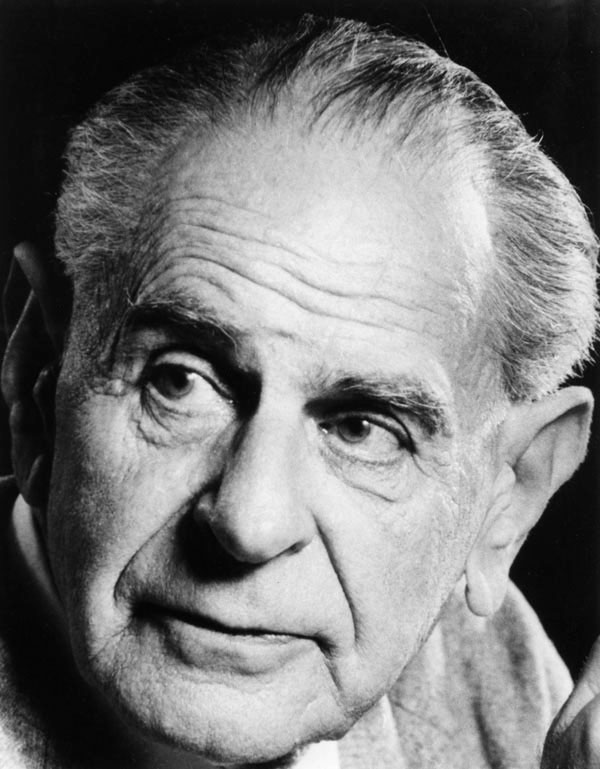
Karl Popper.

Les complots existent de tout temps, et avec eux l'idée qu'un événement funeste résulte d'un complot même s'il n'en existe aucune preuve. Mais ce n'est qu'au milieu du XXe siècle que se popularise les termes de « théorie du complot ». Ainsi, Karl Popper (dans La Société ouverte et ses ennemis, 1945) estime abusive l'hypothèse selon laquelle un événement politique est causé par l'action concertée et secrète d'un groupe de personnes qui y a tout intérêt, plutôt que par déterminisme historique ou par hasard. Selon Peter Knight (université de Manchester), les théories du complot mettent en scène « un petit groupe de gens puissants [qui] se coordonnent en secret pour planifier et entreprendre une action illégale et néfaste affectant le cours des événements », afin d'obtenir ou de conserver une forme de pouvoir (politique, économique ou religieux).
L'une des premières occurrences de la formule apparaît dans The Journal of mental science en 1870. Mais c'est au lendemain de la Seconde Guerre mondiale que la formule connait la popularité. Dans La Société ouverte et ses ennemis (1945), le philosophe des sciences Karl Popper propose une définition de la théorie conspirationniste de la société (Conspiracy Theory of Society) :

« C'est l'opinion selon laquelle l'explication d'un phénomène social consiste en la découverte des hommes ou des groupes qui ont intérêt à ce qu'un phénomène se produise (parfois il s'agit d'un intérêt caché qui doit être révélé au préalable) et qui ont planifié et conspiré pour qu'il se produise. »

Popper remarque par ailleurs que les personnes les plus désireuses d'amener le Paradis sur Terre sont les plus enclines, une fois au pouvoir, à adopter des théories du complot pour y expliquer leur échec.
Le philosophe Charles Pigden fait remarquer que cette première définition de la théorie conspirationniste de la société pourrait être sans objet. Pigden remet en question l'idée de Popper selon laquelle la croyance en l'existence de conspirations doit toujours tout expliquer, pour la personne qui y croit.
Dans son livre (en) Conspiracy Theories in American History : An Encyclopedia, ABC-Clio, 2003, Peter Knight de l'université de Manchester, indique que les théories du complot cherchent à démontrer l'existence d'un complot entendu comme le fait qu'« un petit groupe de gens puissants se coordonne en secret pour planifier et entreprendre une action illégale et néfaste affectant le cours des évènements ».
Dans son Court traité de complotologie (Mille et une nuits, 2013), Pierre-André Taguieff évoque « l’expression mal formée “théorie du complot” » qu’il qualifie de « malheureuse et trompeuse » : « Plutôt que de “théorie du complot”, pour être rigoureux, il faudrait utiliser judicieusement les expressions suivantes, en allant du moins élaboré au plus élaboré : rumeur de complot, peur d’un complot, hypothèse du complot, imaginaire du complot, idéologie du complot, mythe ou mythologie du complot ». Steve Clarke, de la faculté de Philosophie de l'université d'Oxford, considère également que les théories du complot ne méritent pas le nom de théories en ce qu'elles pointent des incohérences sans suggérer un scénario alternatif qui les explique et qui pourrait être soumis à l'épreuve des faits ou des critiques.
Dans son livre Dis, c'est quoi les théories du complot ?, l'auteur Sébastien Chonavey définit une théorie du complot comme un ensemble d'arguments qui vont avoir et apporter une vision précise de l’Histoire : « Il y a une vision, une explication de l’Histoire par le complot ». Il explique que les théories utilisent 4 types d'arguments pour convaincre. L'ensemble de ces quatre arguments vont développer une « pente logique » qui amène la personne à revisiter l'histoire d'une manière complotiste :

« Le premier, c'est le raisonnement indiciaire : à partir de plusieurs indices, on en arrive à une conclusion qui est celle de la théorie du complot. Le deuxième argument, c'est le fondement selon lequel « il n’y a pas de hasard en histoire, tout est décidé, tout est fixé auparavant » Le troisième qui revient et qui va nous entraîner sur cette pente logique, c'est le postulat partant du principe que « le réel tel qu’on le connaît n’est qu’une large illusion » ; Et enfin, la catégorisation des individus, d'un ennemi en particulier. »

### Défaut de réfutabilité
Tous les biais cognitifs dont les biais de pensées de groupes peuvent intervenir dans un groupe adhérent à une théorie du complot, de la même manière que pour une théorie religieuse, économique, sociale, etc. Selon Pierre-André Taguieff, la plupart des thèses conspirationnistes ne permettent pas un débat productif car elles ne sont pas réfutables (testables) : « l'imaginaire du complot est insatiable, et la thèse du complot, irréfutable : les preuves naïvement avancées qu'un complot n'existe pas se transforment en autant de preuves qu'il existe ». Pour Gérald Bronner, la plupart des conspirationnistes « singent la pensée méthodique, mais sont imperméables à la contradiction ».
Il est souvent reproché aux théoriciens de complots de rejeter l'investigation historique et multicausale au profit d'une explication mal sourcée, monocausale, et voyant abusivement des signes de complot. Notamment, certains théoriciens usent du raisonnement fallacieux que l'invisibilité du complot est une preuve de son existence. Il s'agit d'un paralogisme qui peut aussi être vu comme une forme de sophisme du silence du fait qu'il s'articule sur l'absence de preuves. Ceci génère une logique de renversement de la charge de la preuve : positionner le silence comme preuve du complot établit une présomption de complot.
En outre, et en tant que démonstration logique, l'incohérence de ce paralogisme vient du fait que si l'invisibilité du complot est une preuve de son existence, alors elle doit aussi l'être d'une deuxième théorie (de complot ou non), mais aussi d'une troisième théorie, d'une quatrième, etc. Toutes ces théories étant incompatibles. Par exemple, imaginons les prémisses « Les extraterrestres veulent contrôler l'humanité en l'hypnotisant. Les extraterrestres sont invisibles grâce à leur technologie (prémisse de silence). Quand des lumières bizarres clignotent dans le ciel, on ne voit jamais d'extraterrestres. » Aboutissons par paralogisme à la théorie « Les extraterrestres sont à l'origine des lumières clignotantes, qui servent à hypnotiser ». On peut appliquer ce paralogisme à d'autres prémisses, tout aussi gratuitement, pour aboutir à une autre théorie : « Les marmottes sont une espèce technologiquement supérieure, tellement supérieure qu'elles font croire aux humains qu'elles ne sont qu'à l'âge des terriers (prémisse de silence), alors qu'en réalité elles sont en train de dresser des boucliers anti-radiations cosmiques autour de la terre, qui justement clignotent lors du déploiement. » Cette seconde théorie n'est pas compatible avec la première puisque les clignotements sont dus à un bouclier bénéfique, et non à des systèmes d'hypnose malveillants. Si on considère la première théorie comme valide, alors la seconde le serait aussi, mais alors, rejeter la seconde nous ferait rejeter la première.
Cette logique s'inscrit généralement dans un biais de confirmation plus global : écarter ce qui semble rejeter la théorie et accueillir ce qui semble l'entretenir. Ce biais rétrécit l'univers analytique des partisans de la théorie et l'autoentretien. Les personnes atteintes de ce biais sont également particulièrement sujettes à l'effet impact. Le simple fait que des données authentiques ou un jargon d'autorité (généralement scientifique) soient insérés dans la trame de la théorie de complot peut pousser à y adhérer. Le sociologue français qualifie d'« effet Fort » la méthode argumentative fallacieuse de l'administration de la preuve inaugurée par Charles Hoy Fort dans Le Livre des damnés en 1919. Afin de prouver des théories saugrenues, l'écrivain constitue des « millefeuilles argumentatifs » puisant chacun dans une discipline scientifique pointue. Chacun de ces arguments, pris isolément, est faible, mais l'ensemble constitue « un argumentaire qui paraît convenable au profane, impressionné par une telle culture universelle et pas plus compétent que motivé pour aller chercher, point par point, les informations techniques qui lui permettraient de révoquer l'attraction que ces croyances vont exercer sur lui ». Bronner estime que les produits fortéens « caractérise[nt] de plus en plus fréquemment les produits frelatés qui peuvent s'échanger sur le marché cognitif contemporain », en particulier avec l'émergence d'Internet qui aurait amplifié ce phénomène, citant à l'appui le Da Vinci Code et les « mythes du complot contemporains ».

Un autre argument de certains théoriciens de complot est que le fait qu'on cherche à les « faire taire » en contredisant leurs théories, voire en ne les invitant pas sur les grandes chaînes de télévision, ou en les empêchant factuellement de parler, ce qui serait une preuve que le complot existe. Cet argument est valide dans certains cas puisque tout comploteur a intérêt à ce qu'aucun soupçon ne soit éveillé sur son action et pourra agir en ce sens. Néanmoins, il nécessite de pouvoir démontrer le complot, premièrement, puis de démontrer que les personnes qui participent à cette « omerta » ont des intérêts voire des conflits directs cohérents avec le complot. En effet, les non-adhérents à la théorie de complot en question peuvent simplement être de bonne foi dans leur opposition. La nature dissimulatoire des complots les rend particulièrement difficiles à prouver. On peut parler de « complot parfait » au même titre que l'on parle de « crime parfait », certains complots étant par ailleurs criminels.

### Probabilité
En janvier 2016, David Robert Grimes, physicien à Oxford, publie un article scientifique visant à démontrer qu’il est improbable qu’un grand complot impliquant des milliers de personnes reste secret pendant des décennies. Sans nécessairement réfuter cette conclusion, le mathématicien Nicolas Gauvrit invalide cet article en mettant en évidence des erreurs de méthode rédhibitoires.

### Paranoïa et style paranoïaque

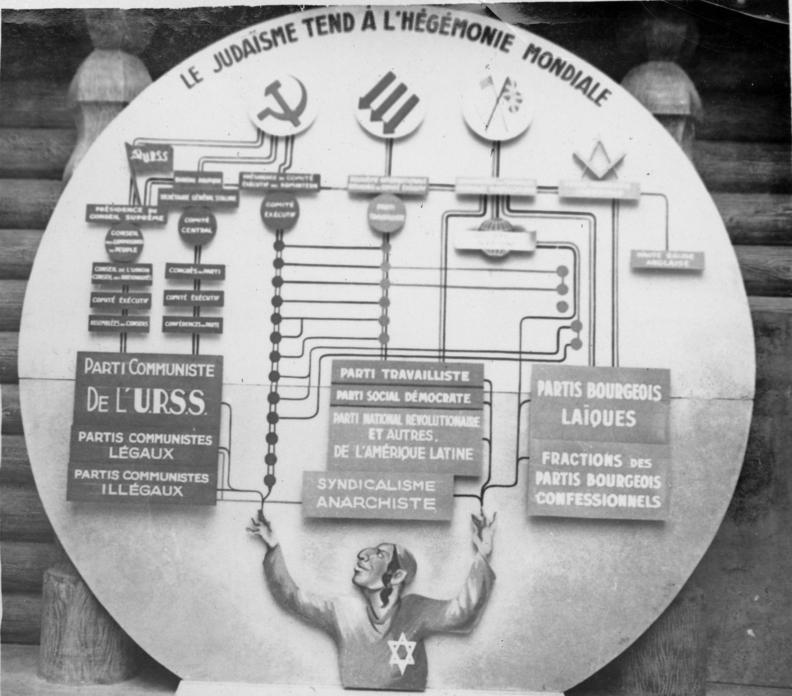
Affiche de l’exposition Le Bolchevisme contre l'Europe, présentée en 1942 en France occupée, et dénonçant l'existence d'une conspiration mondiale judéo-maçonnico-bolchévique (Comité d’action antibolchévique).

En 2008, Jack Z. Bratich propose une analyse du discours sur certains théoriciens des théories du complot. Dans Conspiracy Panics: Political Rationality and Popular Culture, Bratich date l'apparition du discours actuel sur le conspirationnisme à la parution de l'ouvrage séminal Le style paranoïaque. Théories du complot et droite radicale en Amérique de Richard Hofstadter en 1965. Le terme « paranoïaque » est un emprunt à la psychiatrie sous forme illustrative et non médicale. Pour Richard Hofstadter, les idées de John Robison « illustrent les poncifs qui forment le cœur du style paranoïaque : l’existence d’un complot organisé autour d’un vaste réseau international, procédant de façon insidieuse, doté d’une efficacité surnaturelle et visant à perpétrer des actes diaboliques ». Dès lors apparaît un « changement dans la problématisation [du conspirationnisme]. La problématisation ne cherche plus à catégoriser différents « acteurs », mais à établir une manière de penser qui pourrait être adoptée par n'importe quel acteur politique. […] Il s'agit d'une imitation de la raison, qui demande donc une vigilance constante. […] Le style paranoïaque dans sa forme intérieure populiste n'est pas simplement exilé à l'extérieur du discours politique normal, c'est un danger qui menace constamment de l'intérieur. Bien qu'il soit relégué à la marge de la pensée officielle, il est également parmi nous, tapi au sein de la nation, dans son cœur, au sein la population. Ce n'est pas « quelqu'un parmi nous », mais cela pourrait être n'importe qui. » (Bratich, 2008, p. 32-33).
Pierre-André Taguieff a identifié quatre grands principes de base des croyances conspirationnistes : « rien n'arrive par accident ; tout ce qui arrive est le résultat d'intentions ou de volontés cachées ; rien n'est tel qu'il parait être ; tout est lié, mais de façon occulte ». Taguieff expose d'autres aspects de la théorie du complot : postulat du complot comme force motrice de l'histoire, illusion de découvrir ses secrets, hyper-rationalisation, importance du soupçon, explication totale et donc rassurante, véhicule de la haine des élites. Les croyances identifiées par Taguieff sont semblables à la sémiologie du délire paranoïaque fondé sur une intuition délirante, obsessive, puis organisée, pouvant même emporter l'adhésion d'auditeurs. Les conspirationnistes peuvent y associer à une rhétorique victimaire car affublés d’une « labellisation infamante » (le terme « conspirationniste » est lui-même péjoratif en français moderne), car médiatiquement délégitimé. En exacerbant le sentiment d'exclusion, cela peut renforcer leur adhésion à une théorie fallacieuse.
La notion de « manipulation des masses » ou « des foules » est un aliment essentiel des théories conspirationnistes. La narratif de base, réaliste car correspondant à la majorité des conspirations révélées, est qu'il existe des petits groupes décidés à influer sur les évènements à en prendre le contrôle ou à les provoquer, de façon secrète, afin de prendre ou de conserver un pouvoir politique, économico-financier, culturel ou autre. Le groupe conspirateur est typiquement minoritaire, élitiste voire sectaire et utilise des moyens informationnels et psychologiques, financiers, coercitifs voire militaires, technologiques, politiques, etc. Cela lui permet de développer une action occulte et efficace, lentement mais sûrement. Le problème apparaît lorsque les théoriciens de complot échouent à identifier les groupes néfastes, que les fins et les mécanismes complotistes qu'ils décrivent ne correspond pas à la réalité, que leur idée ne procède pas d'une analyse détaillée et fiable, ou autrement qu'ils ne possèdent pas de méthode non-destructive de s'en protéger. La majorité des théories de complot sont concernées par ces problèmes. Alors que certains s'efforcent de fuir la réalité de l'adversité (syndrome de l'autruche), d'autres usent des théories complotistes comme d'anxiolytiques. L'objectif est alors de se sentir un peu plus en contrôle grâce à une explication à charge, sans pour autant requérir un grand effort de compréhension et d'action. L'historienne Ariane Chebel d'Appollonia l'exprime par « La théorie du complot, en simplifiant l'espace politique, permet l'économie d'un examen attentif des réalités ».

### Entrepreneurs du complot
Le terme « d'entrepreneurs du complot » ou « de complotisme », inventé par Sunstein & Vermeule, juristes et professeurs à la Faculté de droit de Harvard, désigne les théoriciens qui tirent financièrement profit de leur activité de dénonciation de complots imaginaires, en multipliant le nombre de complots par une amplification artificielle d'indices minimes afin de conquérir des parts de marché dans un certain champ conspirationniste. « Ces entrepreneurs présentent des profils différenciés. Les passionnés, convaincus de l’authenticité de leurs hypothèses, même les plus extravagantes, sont les plus célèbres car ils sont également des diffuseurs très actifs. Une frange importante des théoriciens du complot est constituée de politiciens extrémistes, parfois instrumentalisant ces théories pour accroître leur notoriété personnelle et atteindre leurs objectifs, parfois réellement convaincus de leur exactitude. Cherchant la visibilité, ils tentent de pousser ceux qui les écoutent vers l’action protestataire ». Le merchandising, la monétisation d'audience de leur site web ou sur une plateforme de vidéos en ligne, les campagnes de financement et la vente en ligne de vidéos, de livres ou de produits dérivés représentent parfois une source importante de revenus (plusieurs dizaines de millions de dollars par an pour Alex Jones),,.

## Enjeux
D'après le journaliste nord-américain Alexander Cockburn, animateur du site critique CounterPunch, l'attitude consistant à ne pas chercher à comprendre le monde autrement que par la seule croyance dans des conspirations détourne l'attention collective des vrais enjeux et des combines réelles des pouvoirs en place sur lesquelles les théories du complot ne donnent pas prise. En ce sens, le recours aux théories du complot est un signe de paresse intellectuelle. Toutefois, des complots réels peuvent exister, mais la notion de « théorie du complot » sert autant à rendre compte de la réalité qu’à en dissimuler certains aspects, d'autant que certains services de renseignement peuvent disposer d'une influence généralement admise.
La parole répandue par les diffuseurs de faux complots peut dépendre des médias et des pays. Ainsi, la chaîne de télévision Rossia Sevodnia — La Russie d'aujourd'hui — est un ensemble du système médiatique russe très influent qui considère que les évènements en Ukraine ont été coproduits par l'opposition ukrainienne et par l'Occident. De même, CNN, la principale chaîne de télévision d'information en continu américaine, a présenté la collusion de l’équipe de campagne de Donald Trump comme un fait avéré tous les jours depuis son élection jusqu’à la publication du rapport Mueller.
Pour réagir contre la diffusion de ces faux complots, en France, dans le cadre de l'enseignement moral et civique et de l'éducation aux médias et à l'information, l’Éducation nationale souhaite promouvoir une journée relative aux réactions à adopter lorsque l'on est confronté aux théories du complot. Cette démarche doit s'accompagner de la création d'outils pédagogiques, d'appel à projets et de la création d'un parcours magistère.
Toujours en France, depuis 2007, le site web Conspiracy Watch essaye de sensibiliser aux dangers du complotisme et dénonce le négationnisme.

Pour Emmanuel Taïeb : « Construire une théorie du complot est une arme politique qui permet à des acteurs politiques extrêmes, marginaux ou faibles d'exister dans le champ médiatique ou politique à moindre coût ». Toutefois d'autres discours prennent le parti inverse, ainsi, Adolf Hitler écrit dans Mein Kampf : 
« L’art de tous les vrais chefs du peuple de tous les temps consiste surtout à concentrer l’attention du peuple sur un seul adversaire, à ne pas la laisser se disperser. Plus cette assertion de la volonté de combat d’un peuple est concentrée, plus grande est la force d’attraction magnétique d’un pareil mouvement, plus massive est sa puissance de choc. L’art de suggérer au peuple que les ennemis les plus différents appartiennent à la même catégorie est d’un grand chef. Aussitôt que la masse se voit en lutte contre beaucoup d’ennemis, elle se pose cette question : est-il possible que tous les autres aient vraiment tort et que, seul, notre mouvement soit dans son droit ? […] C’est pour cela qu’il faut toujours mettre dans le même tas une pluralité d’adversaires des plus variés […]. Cela fortifie la foi dans son propre bon droit et augmente son exaspération contre ceux qui s’y attaquent. ».
Certaines revendications mémorielles polémiques peuvent, selon les méthodes qu'elles utilisent, être comprises comme reposant sur une logique de démonstration semblable aux théories du complot.
Par ailleurs, les théories du complot peuvent être un moyen de renforcer un groupe politique souhaitant accéder au pouvoir en déstabilisant le pouvoir en place, ou, une fois le pouvoir conquis, de déstabiliser l'opposition pour protéger le pouvoir en place[réf. souhaitée].

### Arme rhétorique
D'après Robert Blaskiewicz, sceptique américain, « l’idée que l’expression « théorie du complot » a été utilisée comme une arme rhétorique est connue depuis au moins 1997 ». Cette idée connaît un regain de popularité en 2013 avec la publication de La Théorie du complot en Amérique de Lance deHaven-Smith (University of Texas Press, 2013), ouvrage mis en avant par certains théoriciens du complot. Certains d'entre eux avancent que l’expression « conspiracy theory » (« théorie du complot ») a été popularisée dans les années 1960 par la CIA pour discréditer ceux qui remettaient en question les conclusions de la Commission Warren, chargée d’enquêter sur l’assassinat du président Kennedy. Ils s'appuient sur le document no 1035-960 de la CIA, datant de 1967 et rendu public en 1976 en vertu du Freedom of Information Act. En 2020, un autre universitaire, Michael Butter, a montré que ce n'était que pure spéculation puisque le terme « conspiracy theories » ne s'y trouvait qu'à une seule occurrence (et le terme « conspiracy theory » était carrément absent).
L’expression « théorie du complot » peut être utilisée de façon idéologique ou politique. Sous forme d'accusation, elle peut servir à discréditer une opinion ou une théorie qui, sans pour autant être conspirationniste, fait intervenir l'interprétation d'intentions humaines (ce qui, selon Wilhelm Dilthey, est le cas de toute théorie en sciences humaines et sociales). À ce propos, le sociologue Patrick Champagne et le politologue Henri Maler dénoncent les limites floues du concept de « théorie du complot » ; ils désapprouvent l'usage abusif de l'expression pour étiqueter une théorie ou une opinion, en particulier dans l'espace médiatique où cela peut avoir des conséquences diffamatoires : « […] la théorie de « la théorie du complot » remplit des fonctions sociales et idéologiques relativement puissantes et cela d’autant mieux qu’il ne s’agit pas d’une véritable théorie, c’est-à-dire d’un ensemble de propositions cohérentes, discriminantes et falsifiables. Elle annexe à des critiques qui peuvent être fondées des imputations sans preuves qui fonctionnent alors comme de simples calomnies. Et la calomnie peut frapper d’autant plus largement que la théorie de « la théorie du complot » telle qu’elle est construite, est un vaste fourre-tout attrape-tout qui fonctionne par association de mots et mélange tous les genres : journalistiques et scientifiques, théoriques et polémiques, militants et politiques ».
Lorsque le philosophe Noam Chomsky et le spécialiste des médias Edward Herman ont élaboré leur modélisation du fonctionnement des mass media américains, ils ont été accusés de propager une « théorie du complot » par certains contradicteurs. Chomsky, qui est lui-même généralement critique envers les théories du complot,, rejette l'accusation et dit n'avoir produit qu'une simple « analyse institutionnelle ». Il avance : « à mon avis, « théorie du complot » est devenu l'équivalent intellectuel d'un mot de cinq lettres. C'est quelque chose que les gens disent quand ils ne veulent pas que vous réfléchissiez à ce qui se passe vraiment ». Herman, quant à lui, voit dans l'accusation un « cliché superficiel » et une critique facile qui ne coûte rien.
Dans un article de 2007, Frédéric Lordon écarte les explications psychologiques du conspirationnisme, estimant que celui-ci traduit la contradiction entre la volonté de savoir des classes dominées et leur absence d’accès aux moyens de savoir. En 2015, il est l'auteur d'un article dans un dossier du Monde diplomatique consacré aux théories du complot, dans lequel il envisage l'adhésion à celles-ci comme la contrepartie d'un manque de transparence répandu. Selon lui, « le conspirationnisme n'est pas une psychopathologie de quelques égarés, il est le symptôme nécessaire de la dépossession du politique et de la confiscation du débat public ». En 2017, Lordon publie un nouvel article sur le sujet intitulé « Le complot des anticomplotistes ». Il avance notamment que les accusations de complotisme seraient le moyen commode que les tenants de l' « ordre social » utilisent pour disqualifier leurs adversaires quand ils se trouvent à court d'arguments. Ces accusations seraient devenues « le nouveau lieu de la bêtise journalistique ».

### Complots réels et conspirationnisme
Des auteurs avancent que le phénomène de la conspiration est inhérent à la politique et à l'économie dès lors que des richesses et du pouvoir sont en jeu dans un cadre d'ambitions opposées. L'histoire présente le cas de complots avérés, comme l'opération Himmler organisée par le Troisième Reich pour déclarer la guerre à la Pologne, ou encore l'Opération Ajax destinée à renverser Mossadegh en Iran (l'article « conspiration » présente une liste de cas d'espèces). Il arrive qu'une institution juridique considère un « complot » comme étant à l'origine d’événements historiques d'une certaine ampleur : au procès de Nuremberg, le chef d'accusation no 1 contre les responsables nazis était « plan concerté ou complot » (tandis que « crime contre la paix », « crime de guerre » et « crime contre l'humanité » étaient les chefs d'accusation nos 2, 3 et 4)[réf. souhaitée].
L'anthropologue de la santé Didier Fassin, professeur au Collège de France, cite dans son allocution consacrée aux « thèses conspirationnistes » l'exemple caractéristique des peintures au plomb : alors que leur nocivité est connue depuis l'Antiquité, le lobby de la peinture a réussi à opérer une pression politique telle que ces peintures ont non seulement continué d'être commercialisées malgré l'évidence croissante de leurs effets tragiques notamment sur les enfants, mais ont même été encouragées avec la complicité des pouvoirs publics et de fausses études scientifiques (junk science), constituant ainsi un complot politico-financier objectif entraînant des milliers de morts, de manière désormais parfaitement documentée.
Cependant, la théorie du complot, ou conspirationnisme, ne se contente pas d'affirmer l'existence de complots — ce que personne ne conteste —, elle fait du complot la matrice interprétative de tout évènement : le conspirationnisme est décrit par Pierre-André Taguieff comme « la vision du monde dominée par la croyance que tous les événements, dans le monde humain, sont voulus, réalisés comme des projets et que, en tant que tels, ils révèlent des intentions cachées — cachées parce que mauvaises. » Par ailleurs, le philosophe Karl Popper, qui développe son analyse dans La Société ouverte et ses ennemis, remarque que les complots existent mais sont à peu près toujours des échecs et que « les conspirateurs profitent très rarement de leur conspiration ».
 Pour Popper, recourir à la théorie du complot pour comprendre le monde est une erreur : cela revient à postuler que tous les événements résultent d'actions délibérées, dues à des individus qui auraient des intérêts communs et compatibles avec ces résultats, et qui pourraient prédire avec certitude les conséquences de leurs actions. Or, pour Popper, rien n'est plus contestable que ce présupposé sur lequel est bâtie toute théorie du complot : il est très rare que des actions produisent exactement le résultat escompté, il y a toujours des effets secondaires imprévus. Popper donne l'exemple d'une personne voulant acquérir une maison. Son intérêt est que le prix soit le plus bas possible. Mais du seul fait que cette personne se déclare acheteuse, le prix augmente, du fait d'un nouveau demandeur sur le marché, ce qui va à l'encontre de son intérêt. Cet exemple illustre les conséquences néfastes, involontaires et inévitables d'une action[réf. nécessaire].

### Utilité conceptuelle résiduelle?
Plus récemment, les études sur la notion d'émergence dans un milieu chaotique suggèrent que tout pourrait se passer comme s'il y avait complot sans que personne n'en tire forcément les ficelles de façon consciente. C'est ainsi que, sans souscrire eux-mêmes au conspirationnisme, les philosophes Antonio Negri et Michael Hardt soulignent, dans leur livre Empire sur la mondialisation, que les théories du complot ne doivent pas être rejetées par principe :

« nous n'entendons pas suggérer qu'il existe un petit opérateur derrière le rideau, un magicien d'Oz qui contrôlerait tout ce qui se voit, se pense ou se fait. Il n'y a pas un point de contrôle unique qui dicte le spectacle. Celui-ci, toutefois, fonctionne généralement « comme » s'il y avait effectivement un tel point de contrôle central […], le spectacle est à la fois dispersé et intégré. […], les théories de conspiration gouvernementale et extra-gouvernementale pour un contrôle mondial — qui ont proliféré ces dernières décennies — doivent être reconnues comme justes et fausses tout ensemble […] : les théories de conspiration constituent un mécanisme grossier mais efficace pour approcher le fonctionnement de la totalité. Le spectacle de la politique fonctionne « comme si » les médias, l'armée, le gouvernement, les sociétés transnationales, les institutions financières mondiales, etc. étaient tous consciemment et explicitement dirigés par une puissance unique, même si, en réalité, ils ne le sont pas. »

— Hardt & Negri, Empire, partie III, chapitre 5, p. 392

## Diffusion, producteurs et cibles

### Réseaux sociaux
Jadis diffusés par la rumeur publique, les imprimés, la radio ou la télévision, les discours complotistes ont trouvé un nouveau moyen de diffusion avec les réseaux sociaux. Ceux-ci, le plus souvent, ne possèdent pas de structure de vérification du contenu des messages avant leur publication et jouissent d'une diffusion immédiate, pouvant atteindre des dizaines de millions de lecteurs en quelques minutes. Selon Marie Peltier et Russell Muirhead, les médias sociaux ont beaucoup contribué à légitimer désinformation et théories du complot. En plus de leur fournir une infrastructure de diffusion, ils offrent à leurs auteurs la possibilité d'en tirer un revenu et d'acquérir la notoriété. Par exemple le blogueur canadien James Corbett, auteur du vlog "The Corbett Report" a été à l'origine de 4 des 20 vidéos les plus diffusées sur Twitter pour promouvoir des théories du complot sur l'origine du COVID-19 ou les effets des vaccins au début de la pandémie.
Si la grande majorité des messages sur Twitter (X), Instagram , TikTok et Facebook ne sont jamais partagés, un faible pourcentage peut atteindre de très importants partages en cascade. Alors que les vraies nouvelles sont rarement partagées au-delà de 1 000 personnes, « les fausses informations se propagent environ six fois plus rapidement que les vraies, circulent pendant des durées plus longues et ont des structures plus verticales », pouvant entraîner plus de 100 000 usagers. Selon Gérald Bronner, les tenants de théorie complotistes seraient généralement plus motivés qu'autrui à diffuser leurs théories.
En mars 2022, une enquête de l'IFOP réalisée auprès d’un « échantillon de 2 007 personnes âgées de 18 ans et plus, représentatif de la population de France métropolitaine » révèle que plus d’une personne interrogée sur trois (35 %) admet aujourd’hui croire aux théories du complot, et qu'elles sont majoritaires parmi celles qui s’informent principalement via les réseaux sociaux (53 %) ou les sites de vidéos en ligne (57 %).

### Quelques origines notables de discours complotistes
Les théories du complot sont surtout produites par des organisations politiques et des groupes idéologiques tels les supporteurs de Donald Trump sur QAnon et le forum Reddit.
En raison de sa capacité à rejoindre un large public, la diffusion d'affirmations complotistes peut aussi devenir un commerce fort lucratif, car le revenu publicitaire d'un site sur le web ou YouTube est proportionnel à sa notoriété et au nombre de clics qu'il engendre, ainsi que l'a compris très tôt l'Américain Alex Jones, qui en a fait son occupation principale. Afin de rester au centre de l'attention, des vedettes et personnalités, telle Madonna ou Elon Musk, peuvent aussi propager des fabulations complotistes.

### Cibles
Les rumeurs de type conspirationniste peuvent prendre pour cibles des groupes de personnes, des industries ou des individus en particulier. Hillary Clinton a été une cible durant la campagne électorale américaine de 2016, au cours de laquelle Twitter diffusait autant de fausses nouvelles que de nouvelles fiables, selon Philip Howard . Au cours de la pandémie du covid-19 en 2020, la vidéo Plandemic de Judy Mikovits s'en est prise à l'industrie des vaccins et au docteur Anthony Fauci, tandis que d'autres accusaient Bill Gates de financer un vaccin qui servirait à implanter des puces électroniques dans le corps des patients,.
Grâce à leur potentiel de propagation des messages, les réseaux sociaux peuvent servir d'incubateurs pour le développement de discours sans fondement et inspirer certains de leurs adeptes à s'engager dans des actions violentes, comme ce fut le cas avec l'affaire du Pizzagate. Ils permettent aussi à certains États de mener des opérations de désinformation contre leurs adversaires. La République tchèque a ainsi dû mettre en place une cellule spécialisée chargée de lutter contre la guerre hybride menée par Moscou afin de déstabiliser le gouvernement.
Plus récemment, ce sont les opposants au genre (sciences sociales) qui cibleraient ceux-ci, étant opposés à leurs enseignements dans les écoles pour les plus jeunes, à travers notamment des manifestations en Belgique (Evras) ou au Canada (Québec), en les accusant de promouvoir un « agenda sexuel mondialiste » sur ce sujet (voir Nouvel ordre mondial (théorie du complot),.

## Moyens modernes de lutte

### Régulation des discours complotistes sur les espaces numériques
La pandémie de Covid-19 a exacerbé le débat sur la régulation des théories du complot en ligne, avec une multiplication de contenus complotistes. Face à la prolifération de ces contenus, certaines plateformes comme Facebook et YouTube ont renforcé leurs mécanismes de modération, en introduisant des vérifications de faits et en supprimant des publications contenant des infox et du complotisme. Les pouvoirs publics commencent aussi à se saisir de la question.
Cependant, la question de la régulation soulève une vive controverse. D’une part, les partisans de la régulation défendent que les plateformes comme les pouvoirs publics ont une responsabilité dans le contrôle des contenus complotistes diffusés en ligne, qui peuvent avoir des conséquences délétères sur la société : désinformation, défiance vis-à-vis de la science ou des institutions. En revanche, des opposants, notamment des défenseurs de la liberté d’expression comme Noam Chomsky mais aussi des figures complotistes comme David Icke, voient dans ces mesures un risque de dérives et de censure excessive, qui pourrait faire taire les opinions dissidentes sous couvert de lutte contre la désinformation. Par exemple, en 2013, Edward Snowden rend publiques des informations de la NSA classées top-secrètes sur la surveillance des données sur internet. Cela augmente les craintes liées au contrôle de l'information. Face à cette controverse, des acteurs comme Jack Dorsey ou Mark Zuckerberg plaident alors pour une auto-régulation des plateformes détachée des gouvernements ou de l’UE.
Les pouvoirs publics se sont saisis de la question depuis 2017. L’Union Européenne a par exemple adopté en 2018 un code de bonnes pratiques contre la désinformation en 2018. En France, la Commission Bronner, initiée par Emmanuel Macron en 2021, a cherché à trouver des solutions à ce problème. Le rapport final propose, entre autres, la création d’une autorité indépendante pour surveiller la modération des contenus et une transparence accrue sur les algorithmes. Cependant, cette initiative a également été critiquée pour son approche technocrate, qui néglige les causes plus profondes de l’adhésion aux théories du complot, notamment la défiance envers les institutions.

### Détection des discours complotistes
Le caractère viral du schéma de propagation de ces discours a donné l'idée à Soroush Vosoughi de construire Rumor Gauge, un algorithme de détection automatique des fausses nouvelles, en analysant les profils de partage. D'autres systèmes de détection automatique sont aussi à l'étude.
Le lecteur confronté à ce genre de discours devrait se poser quatre questions pour déterminer si un complot est plausible :

« 1) Combien de personnes sont impliquées dans le complot ?
 2) L'intention derrière le complot est-elle crédible ?
 3) Le complot est-il cohérent ?
 4) Comment le complot a-t-il été révélé ? »

### Outils de ré-information
En 2024, l'utilisation de chatbots basés sur de l'Intelligence Artificielle commence à être développée pour mener des conversations servant à combattre les arguments des théories complotistes.

## Analyses psychologiques et sociologiques
Les théories du complot et les croyances qu'elles suscitent sont devenues un sujet d'étude pour les sociologues, psychologues et experts en folklore,, qui les ont traitées scientifiquement et objectivement comme un fait social, sous l’angle de leurs différences et des caractéristiques communes permettant de les définir.

### Communication et propagation
Aux théories du complot sont associés des phénomènes de propagation de grande ampleur. Cette section concernera l'analyse psycho-sociale de ces phénomènes.
La théorie du complot doit être distinguée du canular et de la légende urbaine, même si elle s'en rapproche parfois. Les rumeurs selon lesquelles Adolf Hitler ou Elvis Presley seraient encore vivants, ou que Paul McCartney serait mort en 1966 et aurait été remplacé par un sosie, de même que certains canulars (notamment les canulars informatiques diffusés par chaînes de courriels), peuvent prendre la forme de théories du complot. La recherche sur certains sites de référence comme HoaxBuster ou Hoaxkiller permet d'infirmer ces canulars.

#### Exemple: la théorie de laneocortical warfare
Dans la littérature conspirationniste serbe, les processus de représentation sociale (dont les concepts d'ancrage et de l'objectivation) ont favorisé la diffusion et la prolifération d'explications conspirationnistes dans la Serbie de Slobodan Milošević lors des bombardements de l'OTAN (opération Allied Force). Il s'agit plus précisément de la théorie de la neocortical warfare (guerre du néocortex) selon laquelle l'OTAN aurait utilisé des méthodes chirurgicales sur les cerveaux de leurs adversaires.
À l'origine, ce terme a été introduit dans les années 1990 dans la littérature américaine sur le thème de la guerre de l'information. Il s'agissait d'une métaphore pour désigner un nouvel ensemble de techniques visant à utiliser l'information comme une arme, afin de créer un nouveau concept de guerre sans violence physique (acquisition d'informations stratégiques, manipulation, persuasion et désinformation de l'adversaire).
Cependant, il existe un processus cognitif universel qui consiste à effectuer un glissement sémantique des expressions métaphoriques vers leur expression littérale, lorsque ces métaphores sont utilisées pour faciliter la compréhension d'un nouveau concept. Et en effet, l'expression « neocortical warfare » s'est introduite dans la littérature conspirationniste serbe au sens littéral d'intervention chirurgicale sur les cerveaux des adversaires. Ce glissement sémantique à l'origine de la théorie du complot de la « neocortical warfare » peut s'expliquer par l'action du processus de représentation sociale. Il s'agit plus précisément de deux processus cognitifs : le processus d'ancrage et celui de l'objectivation, qui sont les outils du processus de représentation. Dans l'exemple de la guerre du Kosovo en Serbie, l'idée est que ce nouveau concept de « neocortical warfare » a été ancré dans la culture conspirationniste serbe, puis qu'il lui a été donné une réalité concrète. Par conséquent, cette métaphore a été représentée dans la culture conspirationniste serbe comme la description d'une méthode existante et effective de manipulation, ainsi que des scandales journalistiques comme l'Affaire des couveuses au Koweït du temps de l'Irak de Saddam Hussein[réf. nécessaire].

##### Processus d'ancrage
Le processus d'ancrage consiste à simplifier les choses nouvelles ou étranges en les ramenant à une catégorie de choses ordinaires, donc à un contexte familier. L'évènement ayant induit ce processus d'ancrage de la métaphore de la « neocortical warfare » dans un contexte conspirationniste est la publication en 1995, dans le principal journal militaire yougoslave (Vojno Delo), d'un article sur les méthodes de « guerre de l'information » employées par l'armée américaine. Or, ce journal était connu pour avoir soutenu la diffusion de bon nombre de théories conspirationnistes ayant trait à la création du « Nouvel Ordre Mondial », il faisait donc partie de la culture conspirationniste serbe. Bien que la métaphore de la « neocortical warfare » n'ait pas été présentée dans ce journal en termes de réalité effective, elle a été comprise dans ces termes-là par les lecteurs du journal. Cette représentation s'explique par le fait que la notion de « neocortical warfare » a été ancrée dans un contexte où de tels faits sont considérés comme réels ; cette situation serait à présent décrite par le terme de « False Flag » (Fausse bannière).

##### Processus d'objectivation
Le processus d'objectivation consiste à rendre concret ce qui est abstrait, donc à donner une réalité physique à un concept abstrait. En 1999, le livre Neocortical war a été publié par le Military Publishing Institute, qui est la maison d'édition officielle de l'armée yougoslave en Yougoslavie (Serbie-et-Monténégro). L'auteur semble ne s'être inspiré que de l'article paru dans Vojno Delo. À partir de cet article où le concept de « neocortical warfare » est ancré dans un contexte conspirationniste, l'auteur déduit qu'il s'agit de faits réels, non d'une métaphore. En effet, on trouve dans ce contexte des théories relatives à une manipulation des masses à l'aide de techniques secrètes et scandaleuses, ce qui correspondrait tout à fait à des pratiques comme la lobotomie. Le livre Neocortical war évoque donc une guerre où la métaphore de la « neocortical warfare » est objectivée, en décrivant des techniques dont le but est de procéder à de réelles lésions organiques cérébrales. Pour la première fois, le concept est décrit sans ambiguïté comme une réalité. De plus, les thèmes abordés dans ce livre présentent les caractéristiques mystiques et pseudo-scientifiques classiques des théories conspirationnistes, comme l'implantation de puces électroniques, le lavage de cerveau, l'utilisation de messages subliminaux ou les rituels sataniques (abus sexuel ritualisé sataniste). C'est ainsi que cette métaphore s'est objectivée, s'inscrivant clairement en tant que théorie du complot classique dans la littérature conspirationniste serbe.

### Conséquences sociétales
Jolley et Douglas en 2014 ont montré plusieurs conséquences sociétales des théories du complot. Les auteurs ont mené différentes études dans le domaine. La première concerne la volonté de s'engager dans la politique ainsi que l'intention de diminuer l'impact carbone sur l'environnement. La seconde concerne la vaccination des enfants.
L'engagement dans la politique : dans cette étude, les participants sont assignés aléatoirement à l'un des deux dispositifs expérimentaux. Dans le premier dispositif, que les auteurs nomment « théorie pro-conspirationniste », les participants étaient exposés à un article mettant en avant l'implication du gouvernement dans la mort de Lady Diana et dans les attentats de Londres en 2005 (respectivement les attentats du 7 juillet 2005 et ceux du 21 juillet 2005). Le second dispositif, nommé « théorie anti-conspirationniste » par les auteurs, expose les participants à un article similaire au précédent mais dans lequel les arguments sont en faveur de la non-implication du gouvernement dans les faits précités. Les auteurs montrent que la simple exposition à la théorie pro-conspirationniste diminue significativement l'intention de s'engager dans la politique. Ainsi, les individus expriment une plus faible intention de vote dans le dispositif où ils sont exposés à la théorie du complot, que dans le dispositif où ils sont exposés à une théorie réfutant la théorie du complot. Les auteurs ont montré que la simple connaissance des théories complotistes influence directement le sentiment d'impuissance des personnes face aux politiques et à leurs décisions : pourquoi voter puisque cela n'a aucune conséquence ?
La diminution de l'impact carbone : de même que pour l'engagement dans la politique, les individus exposés à une théorie mettant en cause un complot des scientifiques climatologues ont moins l'intention d'adopter des comportements pro-environnementaux comme utiliser les transports en commun par exemple. Les personnes ressentent de l'impuissance face aux changements climatiques, de l'incertitude par rapport à ceux-ci et une certaine désillusion. Un fait intéressant que révèle cette étude, c'est que cette théorie complotiste ne met pas en cause le gouvernement, mais seulement les climatologues, et malgré cela, les individus expriment aussi un sentiment d'impuissance politique. Ainsi, de manière générale, les théories du complot peuvent être associées à un cynisme politique : il ne sert à rien d'œuvrer pour le bien puisqu'au fond ça ne sert à rien.
La vaccination : la croyance que les vaccins sont créés pour générer des profits et non pour soigner les personnes entraîne chez les participants de l'étude une diminution de l'intention de vacciner leurs enfants. De même, la simple exposition à une théorie anti-vaccin affecte directement les intentions de vaccination. « Par conséquent, dans l'ensemble, les théories du complot anti-vaccins semblent introduire le doute sur la sécurité des vaccins, et accroître le sentiment d'impuissance et de désillusion, tout en diminuant la confiance dans les autorités, qui à leur tour induisent une réticence à vacciner ».

### Typologie

#### Par portée du complot
Certaines théories du complot portent sur un élément précis de l’Histoire, d’autres donnent une explication globale à l’Histoire du monde ou au monde actuel.
Dans son livre A Culture of Conspiracy, le politologue Michael Barkun a relevé trois degrés dans la place que peut prendre l'« explication par le complot » dans l'interprétation du monde : le « conspirationnisme d'évènement » (« Event conspiracy theory »), où un complot est considéré comme étant la cause d'un évènement isolé et où les comploteurs sont censés s'être concentrés sur un objectif restreint (par exemple, la mort d'une personne) ; le « conspirationnisme systémique » (« systemic conspiracy theory »), où plusieurs évènements sont rattachés à un vaste complot à plus long terme, imputé à une communauté qui chercherait à infiltrer progressivement les institutions en place (Juifs, Illuminati, etc.) ; et enfin le « super-conspirationnisme » (« superconspiracy theory »), qui consiste à croire que toutes les conspirations réelles ou supposées, dans le monde et à travers l'Histoire, procèdent d'un vaste plan global voire cosmique, ourdi à très long terme par une puissance ayant les attributs de Dieu (omniscience, éternité, toute-puissance…), plan à l'intérieur duquel les multiples complots opéreraient de façon hiérarchique ou en réseau.
Selon Raoul Girardet, l'explication par le complot est d'autant plus convaincante qu'elle se veut totale et d'une exemplaire clarté ; une telle théorie « totale » postule qu'une seule entité exercerait un complot universel, agissant afin de se répartir des pouvoirs à travers le monde (politique, économique, culturel, médiatique, scientifique, religieux, etc.). Cette définition est similaire à ce que Barkun appelle la « systemic conspiracy theory ». La sociologue Véronique Campion-Vincent distingue la catégorie, encore supérieure, des « mégacomplots », rejoignant ainsi la « superconspiracy theory » identifiée par Barkun. Apparu dans les années 1990-2000 avec David Icke et repris dans des œuvres de fiction (comme la série X-Files ou le best-seller Da Vinci Code), le « super-conspirationnisme » donne une explication globale de l'Histoire ou du monde, y compris sous ses dimensions métaphysiques.

#### Par nature du complot
Une autre forme de typologie peut être établie à partir de la nature du complot ou de ses auteurs. En se fondant sur le cas des États-Unis, Véronique Campion-Vincent distingue « complot d'une élite » et « complot anti-individuel »,. Concernant le « complot d'une élite », elle distingue :
- une théorie « de droite », qui avance que l'État fédéral est au service des Noirs et/ou des Juifs et tente de prendre le contrôle de la nation blanche et chrétienne ;
- une théorie « de gauche », qui estime que les États-Unis, Israël, de riches organisations internationales pilotées par de grandes sociétés et de grandes fortunes tentent d'imposer un « nouvel ordre mondial » : la Commission Trilatérale, la famille Rockefeller, la Société du Mont-Pèlerin, le Council on Foreign Relations, le groupe Bilderberg, le groupe Carlyle, les Skull and Bones, l’Organisation mondiale du commerce, etc.

Pour leur part, les « complots anti-individuels » viseraient au contrôle et à la répression discrète de l'individu (en particulier par le contrôle mental) par l'État et ses différentes agences, avec la complicité de la science. Certains auteurs, gourous et groupes pensent que ce nouvel ordre mondial est sous la gouvernance d'extraterrestres (courants ufologiques : Zecharia Sitchin, Michael Tsarion, Jordan Maxwell, mouvement raëlien, etc.).
Aboutissant en 2007 à une typologie inspirée de Véronique Campion-Vincent, les psychologues suisses Pascal Wagner-Egger et Adrian Bangerter ont mis en évidence, de manière scientifique, qu'il existe bien deux sous-catégories de théories du complot :
- celles accusant les autorités, les « élites maléfiques » telles que les services secrets, les industries pharmaceutiques, etc. (théories du complot de type « Système ») ;
- celles qui mettent en cause des minorités, comme les terroristes musulmans (théories du complot de type « Minorités »).

Ces deux types de catégories font elles-mêmes partie des théories générales du complot. La peur et la méfiance sont les deux principaux facteurs qui y prédisposent. Cependant, ce qui détermine le choix de l'un ou l'autre type, ce sont les croyances et les idéologies adoptées par les individus. Si les théories du complot du type « Système » sont motivées par une peur et un scepticisme envers des phénomènes sociaux et environnementaux (par exemple la théorie selon laquelle l'assassinat de John F. Kennedy ne serait pas dû à un individu isolé, mais impliquerait la CIA ou le KGB), celles du type « Minorités » sont motivées par la peur d'un chamboulement social, la crainte de perdre des acquis sociaux ou une prééminence symbolique. Néanmoins, ces deux types de peurs ne dégénèrent pas toujours en croyances conspirationnistes. Wagner-Egger et Bangerter concluent : « Nous avons pu montrer que la peur et la méfiance prédisent les deux types de théories du complot, tandis que l'irrationalité prédit spécifiquement les théories du complot de type « Système ». Le conservatisme politique prédit spécifiquement les théories du complot de type Minorités ».

### Explications sociologiques
Les explications sociologiques mettent prioritairement en avant les évolutions de la société pour expliquer l'apparition des théories du complot. Plusieurs interprétations existent :

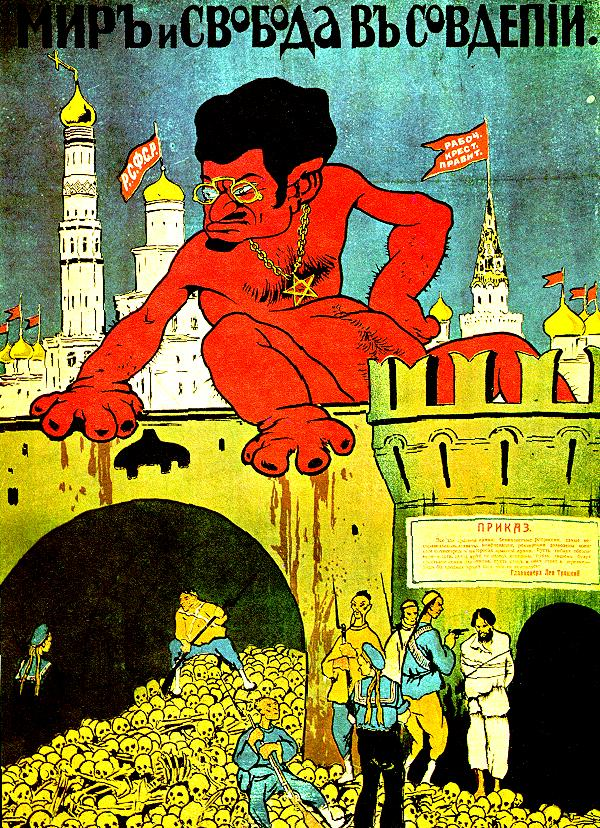
Dans cette caricature les massacres de la terreur rouge résultent d'un « complot judéo-bolchévique » (l'étoile autour du cou de Léon Trotski évoque à la fois l'étoile rouge et l'étoile de David).

Pour un premier courant, c'est l' « excès d'institution » qui provoque le développement des théories du complot. Timothy Melley (Université de Miami), spécialiste de la culture populaire, parle d'une « agency panic » : il voit dans le conspirationnisme l'expression d'une crise de l'individu et de son autonomie, ainsi que son angoisse face au pouvoir croissant, technocratique et bureaucratique, des administrations. Il considère en outre la théorie du complot comme un élément essentiel de la culture populaire nord-américaine de l'après-1945.
Pour un autre courant, les théories du complot naissent, à l'inverse, de la « disparition des institutions structurantes ». Le juriste américain Mark Fenster (Université de Floride) explique que le développement des théories du complot est le fruit du déclin de la société civile traditionnelle (l'encadrement par les corps intermédiaires classiques, les syndicats, les mouvements politiques) qui laisse désemparés les groupes les plus fragiles, notamment les personnes défavorisées (handicapés, familles défavorisées, personnes sans domicile, Afro-Américains…). Les théories du complot, qui reflètent les insuffisances des institutions et la demande de plus de transparence, font partie intégrante du système politique démocratique et ne sont pas des phénomènes marginaux. Laurence Kaufmann (Université de Lausanne) voit également la rhétorique conspirationniste comme le symptôme de la déception et de la défiance que suscite la démocratie. Les institutions sont censées agir au nom et au service du public mais elles transgressent, dans les coulisses du pouvoir, les normes qu’elles affichent officiellement. Dans ce sens, le complotisme est la manifestation d’un fossé social qu’il s’agit de combler en réinstaurant des lieux de médiation démocratique dans la société civile.
Pour Pierre-André Taguieff, les théories du complot, très médiatisées sur Internet, dans certains jeux vidéo (comme Deus Ex, Half-Life, Illuminati, Metal Gear), séries ou films (comme X-Files, Prison Break, Da Vinci Code, Ennemi d'État), répondraient à un besoin de « réenchantement du monde », selon l'expression de Peter Berger : elles participeraient d'une reconfiguration des croyances et d'une sublimation du religieux sous une forme sécularisée. Insistant sur la déstructuration culturelle plutôt que politique ou religieuse, le sociologue français Jean-Bruno Renard (université Montpellier III) voit le terreau de développement des théories du complot dans la postmodernité : relativisme cognitif (Raymond Boudon), fragmentation en néotribus et en sous-cultures (Michel Maffesoli), dévalorisation des « canaux officiels de communication » (politiciens, médias), confusion accrue entre l'image et le réel.
La théorie du complot serait donc un palliatif face à l'annihilation de l'individu par des institutions trop présentes, ou à l'inverse face au vide provoqué par la vacance des institutions — ces deux phénomènes pouvant du reste coexister. Dans les deux cas, elle est une réaction à la perte du sens ordinairement assuré par un ordre social bien régulé. Selon Jean-Bruno Renard, « la cause culturelle principale du conspirationnisme est la perte de confiance dans les autorités traditionnellement porteuses des discours qui prétendent à la vérité ».
Les personnes qui recherchent un monde intellectuellement simple sont plus à même de rechercher des autorités (pour penser et pour agir). Ce besoin de sécurité et de facilité peut être retrouvée dans certains discours qui accusent notamment des institutions qui peuvent être ressenties comme frauduleuses ou traîtres. « En outre, l'établissement de causalités obéissant à une même grille explicative complotiste offre un monde aux mouvements prévisibles et prédictibles, et permet donc son appréhension immédiate sans recourir aux intermédiaires qui font profession de l'analyser (universitaires, journalistes, politiques, commentateurs). L'existence de phénomènes ressemblant aux complots dénoncés — complots avérés, lutte entre intérêts, propagande, raison d'État, barbouzeries — rend cette hypothèse systématique plausible ».

### Explications psychologiques

#### Facteurs cognitifs
La cognition sociale s'est intéressée aux mécanismes cognitifs impliqués dans le complotisme. L'esprit humain dispose de deux systèmes fonctionnels de pensée (système 1 et système 2). Le système 1 opère de façon intuitive et automatique alors que le système 2 opère de façon analytique et contrôlée. Ces systèmes sont complémentaires, c'est-à-dire que combinés, ils permettent à l'être humain de comprendre l'environnement qui l'entoure et de prendre les décisions nécessaires. Le système 1 joue un rôle dans la croyance aux théories du complot : en effet, il favorisera une assimilation plus rapide d'informations non vérifiées, mais qui peuvent sembler plausibles. Des biais cognitifs relevant de ce système sont décrits ci-dessous. Le système 2 intervient également dans la croyance aux théories du complot. Il aide l'être humain à trouver des explications, des preuves aux faits et aux événements. Les individus croyant à une théorie du complot auront tendance à vouloir trouver des preuves qui permettent d'expliquer ce complot potentiel. Cela permet aux individus d'appréhender l'information de manière sélective pour en arriver à une conclusion donnée.

##### Rôle des émotions
Plusieurs études ont également été menées sur l'impact de l'intensité émotionnelle sur les croyances aux théories du complot,,. En effet, il semblerait que l'intensité émotionnelle associée à certains événements augmente les pensées complotistes. Les croyances aux théories du complot proliféreront considérablement à la suite d'événements sociétaux angoissants amenant des sentiments de peur et d'incertitude chez les individus.
La plupart des études menées à ce sujet ont tendance à mettre en évidence des relations entre les théories du complot et les émotions négatives telles que l'anxiété, le manque de contrôle et l'incertitude. Whitson, Galinsky et Kay s'intéressent plus particulièrement à l'influence causale de la valence émotionnelle et de l'incertitude émotionnelle. Leur étude révèle que l'incertitude émotionnelle augmente les croyances aux théories du complot, peu importe si cette incertitude provient d'émotions positives (par exemple, la surprise) ou d'émotions négatives (par exemple, l'inquiétude). C'est ainsi que le stress engendré par la pandémie de Covid-19 a rendu nombre de personnes plus vulnérables aux théories complotistes, notamment concernant l'apparition du virus.

##### Biais cognitifs

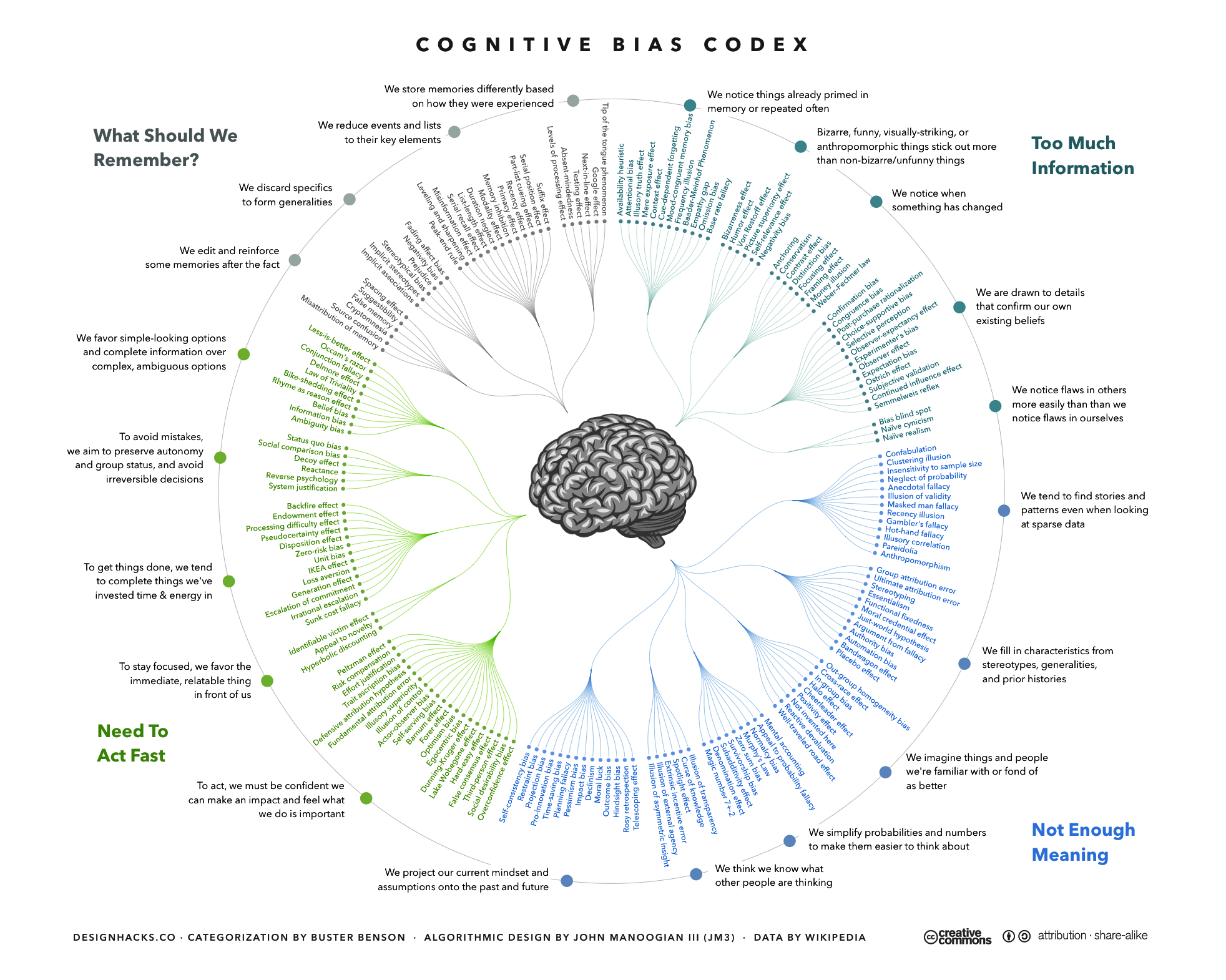
Codex des biais cognitifs

Des recherches récentes ont identifié deux processus cognitifs généraux associés à l'adhésion à une théorie du complot : la perception de configuration illusoire (pattern perception en anglais) et la détection d'agentivité (agency detection). Plusieurs des biais présentés ci-dessous peuvent être regroupés dans ces deux mécanismes (biais d'intentionnalité et erreur de conjonction). La perception de configuration illusoire est un processus cognitif automatique sous-jacent aux croyances du complot. Autrement dit, ce n'est pas un biais cognitif à proprement parler, mais il sous-tend un biais cognitif. Globalement, l'être humain a tendance à assimiler les informations en percevant un lien de causalité et des relations entre des stimuli indépendants. Par exemple, certaines personnes ont cru voir la figure de Satan dans les fumées des tours jumelles le 11 septembre 2001. La perception de configuration illusoire peut aussi se manifester par la formulation de liens de causalité impliquant des événements totalement indépendants. La tendance à percevoir des configurations illusoires prédit la croyance aux théories du complot,. À ce propos, on peut notamment citer une expérience demandant de visualiser des œuvres de Victor Vasarely (comportant des motifs géographiques logiques) ou de Jackson Pollock (comportant des motifs d'apparence aléatoire). Les personnes qui percevaient des configurations dans les œuvres de Pollock étaient également plus susceptibles de croire aux théories du complot. Cela suggère que les personnes font parfois des liens causaux entre des événements totalement indépendants.
Tout comme le premier mécanisme, la détection d'agentivité est un processus cognitif sous-jacent aux croyances du complot. Il s'agit de la tendance à voir l'intentionnalité d'une chose là où il n'en existe pas systématiquement. Cette chose peut être un événement, une personne ou un objet. C'est ce qu'on appelle l'agentivité. Aussi, les auteurs soulignent que ce mécanisme renforce la croyance aux théories du complot.
Les processus présentés ci-dessous sont considérés comme des biais cognitifs mobilisés dans l'adhésion à une théorie du complot. Ils sont considérés comme des procédés heuristiques, c'est-à-dire des raccourcis mentaux permettant d'évaluer rapidement et efficacement des informations complexes. Ces biais relèvent du système 1 amenant un effort mental minimal. Il s'agit des biais suivants : biais d'intentionnalité, erreur de conjonction et auto-perception de l'influence d'une théorie du complot.
Les biais cognitifs les mieux établis sont les suivants :
- Biais d'intentionnalité

Le biais d'intentionnalité serait une des causes expliquant la croyance de certains individus dans une théorie du complot. Le biais d'intentionnalité est un mécanisme de pensée provoquant une erreur de jugement. Cette erreur de jugement amènerait la personne à surestimer le rôle de causes intentionnelles dans la survenue d'un événement. Cette erreur de jugement serait d'autant plus probable que les événements qu'on cherche à expliquer ont des conséquences négatives. Certaines recherches ont montré que l'être humain tendrait de façon automatique à inférer une origine intentionnelle à un comportement. Identifier d'autres causes à l'action nécessiterait plus de ressources cognitives. C'est cette tendance à attribuer des causes intentionnelles à un comportement, à un événement qui est qualifiée de biais d'intentionnalité. Or, selon la définition des théories du complot de B. L. Keeley citée plus haut, une théorie du complot met en scène des individus qui ont intentionnellement causé l'évènement cible de la théorie. Il a été démontré que le biais d'intentionnalité pouvait avoir un impact sur la croyance des individus dans la théorie du complot. L'étude ayant mis en évidence cet impact a également mis en évidence le rôle de l'éducation dans l'adhésion aux théories du complot. En effet, selon Douglas et al. (2015), les auteurs de cette étude, il semblerait que le fait d'avoir suivi des études serait positivement associé avec le fait de pouvoir faire preuve de pensée critique. Dans cette étude, il a été demandé aux participants de compléter un questionnaire reprenant, entre autres, une échelle évaluant le degré de validation par les répondants de plusieurs théories du complot bien connues, une échelle évaluant la tendance des individus à prêter aux animaux des intentions ainsi qu'une échelle évaluant la croyance des répondants dans des phénomènes paranormaux. De cette expérience, il ressort que les personnes ayant le plus tendance à adhérer aux théories du complot sont également celles qui sont le plus susceptibles d'attribuer des intentions à des animaux ainsi que de croire en des phénomènes paranormaux. 

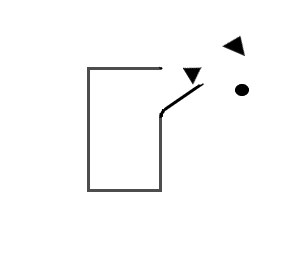
Représentation de l'expérience menée par Heider et Simmel en 1944

Fritz Heider et Simmel (1944) ont été les premiers à mettre en évidence l'existence d'un biais d'attribution chez les individus. Dans cette étude, devenue une référence dans le domaine, ils ont utilisé des formes géométriques mobiles, présentées sur un écran, pour mettre en évidence le fait que les individus ont tendance à attribuer des intentions aux formes qu'ils voient affichées à l'écran. Comme représenté ci-dessous, selon leur expérience, les individus auraient, ainsi, tendance à attribuer à une des formes l'intention de bloquer l'accès de la boîte aux deux autres.
Les individus adhérant aux théories du complot seraient plus susceptibles d'attribuer une intention aux formes présentées lors de cette expérience. Le biais d'intentionnalité est inconscient. C'est d'ailleurs le cas pour tous les biais cognitifs qui sont inconscients et systématiques, c'est-à-dire, qu'ils ne sont pas évitables puisqu'il s'agit d'erreurs apparaissant lors du traitement instantané de l'information, de manière à rendre possible une prise de décision rapide.
- Erreur de conjonction

L'erreur de conjonction a été proposée comme un biais susceptible de favoriser l'adhésion aux théories du complot. Il s'agit d'un biais cognitif lié à l'heuristique de représentativité décrit par Tversky et Kahneman en 1983. Ce biais fait référence à la surestimation de la probabilité d’occurrence de deux évènements concomitants par rapport à celle de chacun de ces évènements considérés isolément.
Ce raisonnement est contraire aux lois de la probabilité puisque la probabilité d'un fait est toujours plus élevée que la probabilité de la combinaison de ce fait et d'un second. Ce phénomène est observé bien que l'occurrence des deux évènements soit totalement fortuite, c'est-à-dire due au hasard. Néanmoins, l'erreur de conjonction n'est présente que lorsqu'un récit dans lequel figure une potentielle cause commune à ces deux évènements est disponible dans l'esprit du sujet. Ainsi, l'exposition à une théorie du complot pouvant fournir un mécanisme explicatif en termes de cause commune à deux évènements distincts peut s'expliquer par l'erreur de conjonction, favorisant à son tour l'adhésion à la théorie qui apparaît alors comme d'autant plus plausible.
Plusieurs études démontrent la corrélation pouvant être établie entre la tendance à commettre cette erreur d'une part et l’adhésion à des théories complotistes d’autre part,. Pour illustrer l'erreur de conjonction, les auteurs donnent l'exemple de la théorie du complot selon laquelle le président des États-Unis aurait lui-même organisé les attentats du 11 septembre 2001. Quelqu'un qui est exposé à cette théorie évaluera comme plus élevée la probabilité conjointe des évènements « trouver de l'acier fondu dans les débris des tours jumelles » et « absence de réaction du gouvernement Bush aux informations selon lesquelles les militants proches de Ben Laden s'entraînaient dans des écoles de pilotage », que la probabilité d'un seul de ces deux évènements considéré isolément.
Néanmoins, des études tendent à nuancer les résultats des expériences de Tversky et Kahneman. Ainsi, Gigerenzer, avance que les critères pour diagnostiquer un jugement s'apparentant à l'heuristique de représentativité sont eux-mêmes biaisés. Et certaines expériences montrent que l'erreur de conjonction provient de l'énoncé même du problème. Ainsi, les sujets peuvent interpréter intuitivement une proposition comme étant exclusive et non pas en extension[Quoi ?].
- Autoperception de l'influence d'une théorie du complot

Par ailleurs, d'autres psychologues sociaux ont mis en avant un cinquième biais cognitif facilitant l'adhésion aux théories du complot : il s'agit de la tendance à sous-estimer l'influence d'une théorie du complot. Le simple fait d'être informé d'une théorie du complot induirait une tendance à y croire davantage, sans pour autant que la personne concernée ne se rende compte qu'elle a été influencée. Ce biais s'apparente à l'effet de simple exposition.

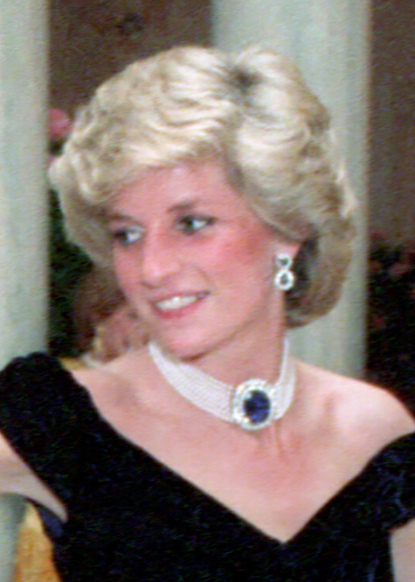
Lady Diana supposément assassinée dans un complot élaboré par le MI6.

Une expérience de Sutton et Douglas a mis en évidence ce phénomène : les sujets devaient indiquer leur degré d'adhésion à des théories du complot concernant la mort de Lady Diana. Leur but était d'examiner l'impact psychologique de l'exposition à des théories du complot. Dans la moitié des cas, les auteurs exposaient les sujets à des informations étayant ces théories, puis leur demandaient leur degré d'adhésion initial à ces théories. C'est-à-dire qu'il leur était demandé de donner l'avis qu'ils avaient eu a priori, donc avant qu'on leur expose les informations étayant les théories. Les résultats montrent que dans ce dispositif, les sujets expriment un plus haut degré d'adhésion a priori que les sujets qui n'ont pas été exposés aux informations supplémentaires — ceci bien qu'il ait été demandé aux premiers de ne pas en tenir compte pour donner leur réponse. Enfin, la plupart des sujets affirmaient ne pas avoir été influencés par ces informations, tandis que selon eux les autres participants l'avaient certainement été. Ils étaient quand même prêts à admettre qu'ils avaient été influencés par les différentes théories exposées, mais ils semblent avoir grandement sous-estimé les changements d'avis identifiés à la suite de l'expérience. Autrement dit, les individus sous-estiment l'ampleur de l'effet de l'exposition à une théorie du complot sur leur croyance à celui-ci.
L’inoculation psychologique, renforce de manière préventive la résistance de l’individu à l’effet de « simple exposition » en expliquant certaines des théories et en montrant en quoi le contre argument est faux (la réfutation).

#### Facteurs motivationnels
Les personnes sont attirées par les théories du complot lorsqu’elles promettent de satisfaire trois grandes catégories de motivations : des motivations d'ordre épistémique (désir de compréhension, d’exactitude), existentiel (désir de contrôle et de sécurité) et social (désir de maintenir une image positive de soi et du groupe social). Cependant, le fait que la croyance à une théorie du complot apparaisse dans le but de répondre à une de ces motivations n'implique pas qu'elle parvienne effectivement à la satisfaire.
- Motifs épistémiques

Pour avoir une compréhension stable, précise et cohérente du monde, nous trouvons des explications causales aux évènements. Les explications causales sont présentes lorsque l’information est indisponible (pour assouvir la curiosité), contradictoire (pour réduire l’incertitude et la confusion), aléatoire (pour trouver un sens) ou pour défendre les croyances non confirmées. Les théories du complot protègent des croyances revêtant une importance personnelle en dépeignant les faits qui les contredisent étant le produit d’un complot. Face à l’incertitude et à la contradiction, elles fournissent donc de vastes explications cohérentes permettant de préserver ces croyances. Lorsqu'on cherche à expliquer un événement de grande ampleur (par exemple l'assassinat de John F. Kennedy), on ne peut souvent se contenter de faire appel à des explications banales et à petite échelle (par exemple : le comportement d'un individu isolé). Selon le biais de proportionnalité, on cherche des explications à grande échelle pour des phénomènes aux effets importants (et vice versa pour des phénomènes d'incidence mineure). Si ces recherches ont montré que les théories du complot renforcent bien les croyances préexistantes, elles ne semblent pas combler la motivation à réduire l'incertitude : en effet, être exposé à des théories du complot renforce plutôt que diminue l'incertitude.
- Motifs existentiels

Les théories du complot répondraient à un besoin de sécurité. Elles permettent aux individus de compenser des besoins qui sont menacés (par exemple, en désignant un coupable). Elles répondent à un sentiment de perte de contrôle face à un événement inattendu. Elles aident également les gens à se sentir en sécurité car la menace qu'ils identifient, souvent des individus dangereux, semble alors réduite ou neutralisée. Si les gens se sentent privés de contrôle sur leur environnement, la croyance au complot augmente et inversement, cela diminue si le sentiment de contrôle est augmenté. Cependant selon certaines recherches, l’exposition aux théories du complot supprimerait le sentiment d’autonomie et de contrôle. Les théories du complot fournissent une logique unificatrice à des éléments apparemment disparates et non liés entre eux, ce qui est intellectuellement satisfaisant. La politologue Hannah Arendt explique que les théories du complot répondent à un besoin des foules, qui « ne font confiance ni à leurs yeux ni à leurs oreilles, mais à leur seule imagination, qui se laissent séduire par tout ce qui est à la fois universel et cohérent en soi-même ». De même, l’historien Jean-Philippe Schreiber et la linguiste Emmanuelle Danblon estiment que la théorie du complot « permet à l’individu de donner du sens à ce qui l’entoure, ce qui semblerait être une condition essentielle à son inscription dans le monde ». La théorie du complot répondrait, dans cette perspective, aux besoins de compréhension des sociétés en crise en identifiant une causalité simple et unique à tous les bouleversements que l'individu ou les masses peuvent subir.

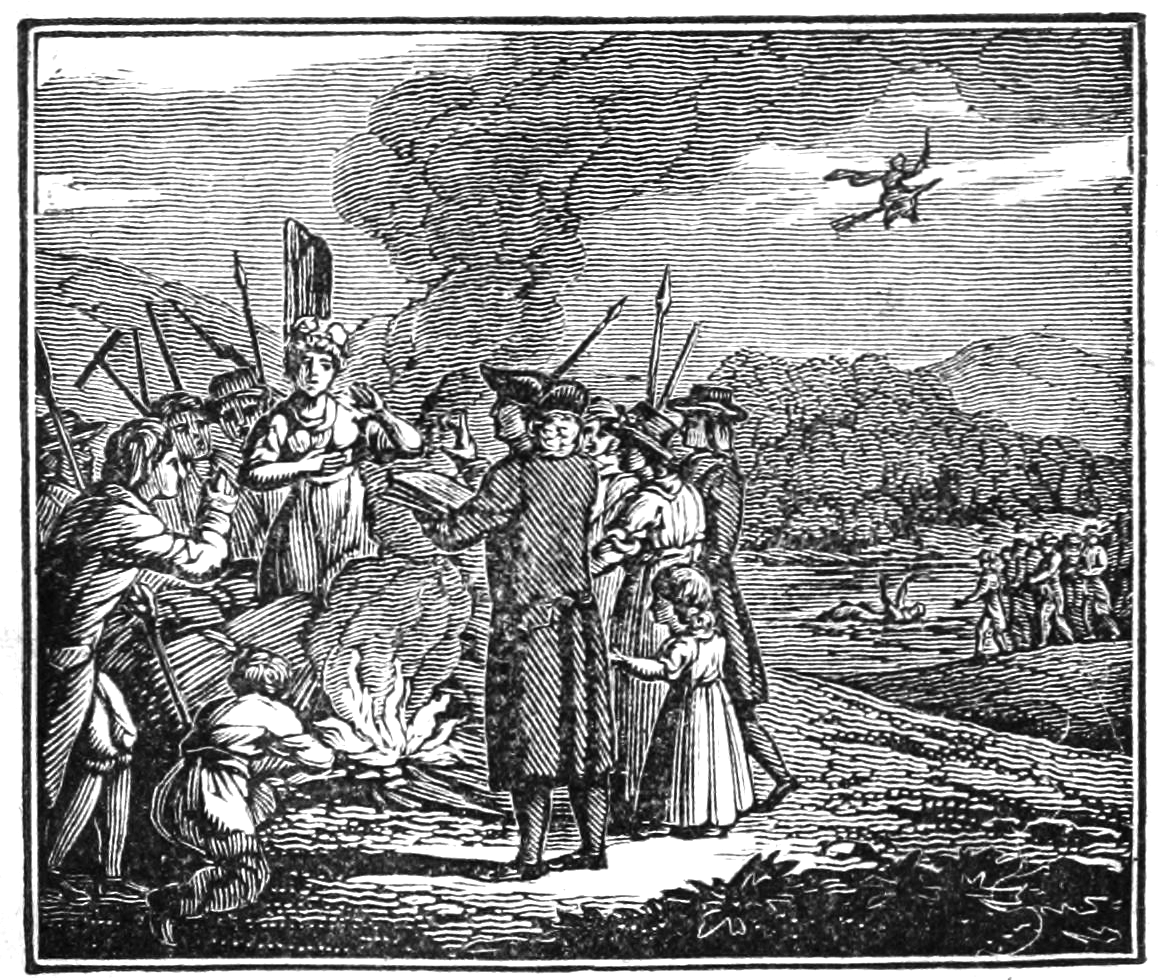
Illustration d'une chasse aux sorcières

Les théories du complot identifient des coupables en tendant à interpréter tout évènement ou conséquence d'un évènement comme ayant été voulu ; cette interprétation découle d'une attribution de tout fait malheureux à une volonté. À la fin du Moyen Âge et à la Renaissance, de nombreuses personnes issues de catégories sociales marginales étaient accusées d'être responsables des évènements mettant la vie sociale en danger : maladies, catastrophes naturelles détruisant les récoltes, etc. Cela donnait lieu à des chasses aux sorcières, au cours desquelles on les accusait d'avoir provoqué le malheur de la communauté à l'aide de démons ou de maléfices. Aujourd'hui encore, lors d'évènements dramatiques, la tendance des médias, et du public, à chercher les coupables plus que les solutions peut influencer le citoyen, en le conditionnant à percevoir tout évènement négatif selon ce mode « imputabiliste ». C'est le sens implicite de la question « À qui cela profite-t-il ? », soulevée lors d'évènements bouleversants. Une imputation systématique du mal peut donner lieu à un phénomène de Bouc émissaire, où le malheur est conçu comme ne pouvant être réparé que par l'élimination de ceux qui l'ont souhaité, et où une catégorie d'individus, même innocents, peut être identifiée comme celle de responsables à châtier. De nos jours, les moyens d'action qu'on imagine être ceux des fauteurs de catastrophes ne sont plus des rites ou des recettes magiques, mais des moyens techniques et en particulier militaires. Toutefois, ce phénomène peut également trouver sa place dans les motifs sociaux étant donné qu'il permet d'identifier les coupables afin de préserver l'intégrité du groupe.
- Motifs sociaux

Les explications causales, notamment les explications des théories du complot, sont motivées par des motivations sociales comme le désir d’appartenance et le maintien d’une image positive de soi et de son groupe. Les théories du complot valorisent l’image de soi et du groupe en attribuant des événements à caractère négatif aux autres. Elles sont donc plus attrayantes pour les personnes qui considèrent l’image de soi et du groupe comme menacée. Croire au complot peut donc conforter le sentiment d’appartenance à un groupe et le consensus au sein de celui-ci. De plus, les théories du complot semblent donner accès à une vérité cachée, ce qui est valorisant pour celui qui reçoit le message.
Selon Marta Marchlewska, le « narcissisme collectif » ou croyance exagérée d'un groupe dans sa propre importance l'entraîne à se chercher des ennemis imaginaires, comme cela s'est passé lors de l'assaut du Capitole en janvier 2021.
Pour Sebastian Dieguez, certains complotistes ne croient pas réellement les thèses des théories qu'ils entretiennent, par exemple les platistes, mais les adoptent car ils recherchent une attitude et posture que cela leur permet d'avoir, l'appartenance à un groupe et une identité. Il distingue la « croyance », ou on croit réellement, de la « croivance », posture sociologique.

### Personnalité, différences individuelles et complotisme
Le positionnement des individus sur différentes variables psychologiques stables (tels que des aspects de la personnalité, des attitudes…) prédit le degré auxquels les gens adhèrent à des thèses complotistes.

#### Big Five et complotisme

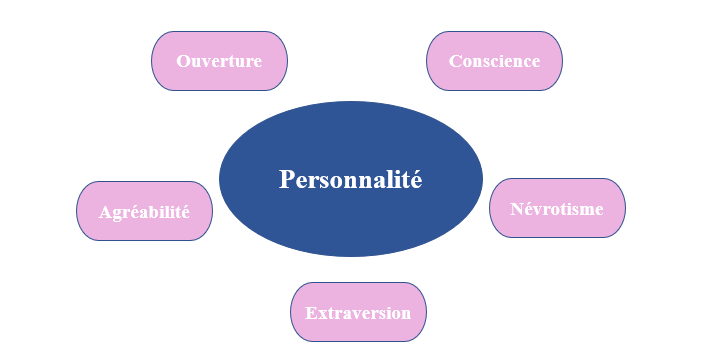
Modèle Big Five

L'association entre les cinq facteurs de personnalité et les croyances au complot est analysée dans une méta-analyse. Cette recherche met en avant les prédicteurs et les conséquences influençant l’adhésion aux théories du complot en fonction des traits de personnalité du modèle Big Five. Selon les études, on observe des effets divergents selon les facteurs considérés. Selon les croyances populaires, on aurait tendance à croire que deux facteurs de personnalité du modèle Big Five, l’agréabilité et l’ouverture à l'expérience sembleraient être associés à l'adhésion aux théories du complot. En effet, dans certaines études, l'ouverture à l'expérience, un des facteurs de personnalité Big Five (curiosité intellectuelle, imagination active, ouverture aux idées nouvelles) est positivement associée aux convictions complotistes. L'association positive entre l'ouverture à l'expérience et la croyance au complot s'expliquerait par la tendance qu'auraient certains complotistes à rechercher des idées originales et inhabituelles. De plus, on a pu constater une association négative entre l’agréabilité et le complotisme : l'antagonisme et la suspicion à l'égard des autres conduisant à invoquer des complots. Ensuite, le neuroticisme et ses éléments pathologiques, tels que l'incertitude et l'anxiété, ont également été suggérés comme prédicteurs. Toutefois, la méta-analyse, une méthode qui consiste à tester globalement l'association entre le complotisme et chaque facteur sur l'ensemble des études menées sur le sujet, a révélé qu'aucun d'entre eux n'était significativement associé au complotisme. Étant donné que les associations signalées entre les facteurs de personnalité et les convictions de conspiration sont de faible ampleur, la nature et les raisons de ces associations exactes restent encore relativement floues.

#### Traits psychopathologiques des théoriciens du complot
Les personnes ayant une santé psychique plus fragile, ayant un niveau d’angoisse élevé, sont plus susceptibles d’adhérer aux théories du complot. En effet, elles développent un état d’hypervigilance, ont plus d’idées paranoïaques que la population moyenne et commettent des erreurs de jugement. Des recherches empiriques suggèrent qu’il y a une distinction entre paranoïa/schizotypie et croyances aux théories du complot bien que celles-ci soient corrélées. La paranoïa et la schizotypie sont des pathologies qui correspondent à des croyances impliquant une conspiration envers soi-même, tandis que les croyances aux complots renvoient vers des idées de conspiration envers le groupe d’appartenance.
En outre, l’adhésion aux théories du complot relève d'une forme de narcissisme collectif de la part de personnes voulant se différencier des autres. Il découlerait d'un sentiment d’impuissance et de manque de contrôle sur leur environnement. Le narcissisme collectif est une forme d’investissement émotionnel dans une croyance irréaliste concernant la grandeur du groupe d’appartenance. La sensibilité des narcissiques collectifs à la menace intergroupe est composée de croyances sur la vulnérabilité du groupe interne et l’hostilité du groupe externe.
Plusieurs auteurs citent également la cognition paranoïde comme facteur pouvant favoriser l'adhésion à une théorie du complot. Elle se différencie de la paranoïa puisqu'elle n'est pas pathologique mais serait une forme de paranoïa « normale ». Ainsi, pour défendre ses croyances aux théories du complot, l'individu utilise la cognition paranoïde ou le style paranoïde, qui consiste à s'accrocher à certaines preuves qu'un complot pourrait exister et les défend coûte que coûte, réfutant tout argument contradictoire et s'appuyant même sur ceux-ci pour valider ses croyances. Dans son modèle de cognition paranoïde, Roderick M. Kramer explique qu'elle reposerait sur un sentiment de mal-être et d'anxiété généré par diverses situations présidant à cette cognition. Cette dysphorie entraîne de l’hyper-vigilance et de la rumination qui vont à leur tour biaiser les jugements portés sur la situation pour aboutir finalement à une cognition paranoïde. La cognition paranoïde ne s'applique pas uniquement aux théories du complot mais à d'autres situations.

#### Méfiance et traits apparentés
La méfiance est un mécanisme de réduction de la complexité sociale permettant aux conspirationnistes d'adhérer à une explication simple et monocausale d'évènements complexes.
- Anomie

Durkheim désignait l'anomie comme un malaise individuel causé par un éloignement par rapport à des valeurs (éthiques, religieuses) ou des lois et règles sociales. Plus tard, Parish mettra en avant que le rôle du sentiment de perte de contrôle et d’anomie peut caractériser les adhérents aux théories de complot[pas clair]. Les traits de ces gens seraient reflétés par un manque de confiance envers les experts et les autorités.
L'anomie est la variable la plus prédictive concernant la croyance aux complots spécifiques. Il est entendu par anomie la méfiance envers les institutions, notamment politiques, le sentiment que la situation personnelle se détériore, et le sentiment de ne pas avoir le contrôle le monde autour de nous.
Ted Goertzel a également constaté que les croyances dans les complots étaient liées à l'anomie. Il a pu constater que la croyance en dix TC typiques des États-Unis était corrélée avec le sentiment d’anomie, l’appartenance à une minorité ethnique (noire et hispanique), et dans une moindre mesure le manque de confiance « interpersonnelle » (envers les proches, les voisins et la police), et le sentiment d’insécurité lié au chômage.
- Hostilité

L'hostilité est une variable diffuse quant à l'adhésion aux théories de complot. Les sujets susceptibles d’adhérer aux théories complotistes font preuve d'une hostilité naissante par une perception d'autrui conspirant contre eux. Cette adhésion est utilisée comme moyen de protection[pas clair].
Des auteurs soulignent que l'hostilité est également caractéristique de la paranoïa : effectivement, les personnes hostiles et en colère souscrivent souvent aux théories de complots parce qu'elles leur permettent de libérer leur rage en se considérant comme les victimes de persécuteurs. Ces auteurs estiment aussi que les paranoïaques sont accablés par le doute de soi et que le fait de croire qu'on est l'objet d'une théorie du complot, procure du réconfort quand l’ego d'une personne est touché.
- Monde malveillant

Croire que le monde est contre nous amène à avoir des attitudes spécifiques face à l'existence de complots. Les gens peuvent croire aux conspirations en général parce que croire que le monde est dominé par les forces du mal est cohérent avec leur vision négative du monde. Ils peuvent alors souscrire à des conspirations qui leur permettront de diriger leur colère contre des individus en particulier qu'ils croient vouloir leur nuire.
Bien que certains avancent que leurs bonnes connaissances justifient leur méfiance, cela ne s’avère pas nécessairement vrai. En effet, l’une des caractéristiques d’un complotiste est aussi la méfiance généralisée. Elle consiste en une vision négative des relations humaines tant envers les individus qu’envers les institutions. Le monde est perçu comme dangereux et hostile, dans lequel les promesses du contractualisme ont échoué et cédé la place à un état de nature hobbesien,.
L'idée d'aliénation est en rapport avec le monde malveillant. Selon les auteurs, elle consiste au fait que les personnes aliénées de la société n'acceptent pas les opinions sociétales prédominantes sur de nombreux sujets variés. Les explications de différents événements données par les organismes ne suffisent pas et certains théoriciens en vont à rejeter le bien-fondé des sources.

#### Idéologie et attitudes politiques
- Autoritarisme

L'autoritarisme se reflète le plus dans l'adhésion à des complots spécifiques. Les personnes dirigées vers l'autorité ont tendance à reprocher aux groupes marginalisés qu'ils sont responsables de leurs problèmes[Quoi ?].
Les personnes qui ont des scores élevés à cet égard peuvent être séduites par des leaders charismatiques de groupes sociaux contestataires qui prétendent dévoiler les problèmes de notre société en rejetant la faute sur certains groupes minoritaires.
- Extrémisme

Différentes études tendent à démontrer la forte corrélation qui existe entre l'adhésion à des idées conspirationnistes, d'une part, et un positionnement politique extrême, d'autre part,.
Néanmoins, l'adhésion à une théorie complotiste spécifique rencontre une adhésion d'autant plus forte au sein d'un groupe qu'elle est en adéquation avec le positionnement politique et idéologique de ce dernier.

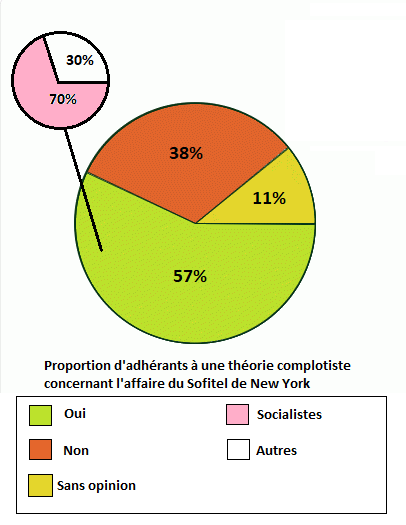
Proportion d’adhérents à une théorie complotiste au lendemain de l'affaire du Sofitel de New York.

Par exemple : si 57 % des Français interrogés adhéraient à la théorie du complot visant le candidat Dominique Strauss-Kahn au lendemain de l'affaire du Sofitel ; ce chiffre grimpe à 70 % pour ce qui concerne l'électorat socialiste.
- Religion

Les théories du complot ont des traits communs avec les religions. Notamment, ces deux domaines fournissent aux individus des explications leur permettant d'interpréter les imprévus qui menacent leur façon de percevoir le monde. Les croyances religieuses, tout comme les théories du complot, déresponsabilisent les individus en attribuant des évènements à une cause extérieure unique. Toutefois, il n'y a pas de relation prédictive entre l'adhésion à des croyances religieuses et l'adhésion à des théories du complot.
- Superstition

Des études montrent un lien possible entre la tendance à la superstition et l'attirance vers les théories complotistes,. La superstition fait écho au sentiment d'absence de contrôle sur les évènements, et permet aux individus de procéder à une simplification cognitive, en plus d'une déresponsabilisation. Ainsi, les notions de chance et de malchance sont plus acceptables pour l'esprit que celles de hasard et de facteurs de causalités complexes.
L'une des causes du développement de l'adhésion aux théories complotistes résiderait dans un processus diffus de laïcisation des superstitions religieuses. En d'autres termes l'adhésion à l'explication de phénomènes qui autrefois était attribuée à une manifestation divine aurait décliné, alors que dans le même temps l'adhésion à l'explication d'autres phénomènes attribués à des causes complotistes aurait crû.

#### Sentiment de contrôle et concepts apparentés

##### Locus de contrôle
En fonction du locus de contrôle interne ou externe, les approches aux théories du complot sont différentes.
En effet, le locus de contrôle interne concerne l'influence exercée par des personnes puissantes qui possèdent un contrôle qui ne peut, selon eux, être contré.
Une valeur élevée du locus de contrôle externe informe sur le fait que les personnes croient en de nombreux événements dans le monde étant hors de leur contrôle. Selon elles, ce sont des personnes sans nom et puissantes qui dictent le cours des événements et qui ne peuvent être contrées. Ils peuvent préférer des croyances générales en matière de conspiration à des croyances en des conspirations spécifiques parce que le fait de concéder des conspirations spécifiques implique que des individus particuliers sont responsables d'événements dans le monde.
Enfin, l'expérience de l'incertitude subjective prédit une croyance aux conspirations accrue, à condition que les observateurs considèrent les autorités impliquées comme immorales.
Les personnes qui sont méfiantes, hostiles et qui ont des scores élevés sur le locus de contrôle externe partagent une vision du monde commune. Ainsi, le sentiment d’un manque de contrôle accroît la confiance des gens dans les théories du complot organisationnel et des théories du complot politique.

##### Estime de soi
L'estime de soi est corrélée négativement à la croyance aux théories de complot, c'est-à-dire que plus l'estime de soi est grande, moins l'on croit aux théories de complot. Toutefois, plus l'estime de soi sera faible, plus la tendance à croire aux théories de complot spécifiques sera forte. En effet, ceux qui manquent de confiance en soi additionné au fait d'apprécier se mettre en avant apprécient les théories de complot car cela leur permet de se sentir spécial, ce qui augmentera alors leur estime d'eux-mêmes. De plus, pour les personnes ayant une faible estime d'elles-mêmes et croyant aux théories de complot, elles peuvent blâmer certains individus ou groupes pour les considérer comme responsables de leurs problèmes. Ceci leur rend la tâche plus facile étant donné qu'ils ont la possibilité de faire un rejet mutuel de leurs responsabilités.

##### Sentiment d'impuissance
Pour les personnes qui éprouvent un sentiment d'impuissance, les croyances en des conspirations spécifiques leur permettent d'éviter de penser que le monde est chaotique. Elles peuvent également croire que des forces secrètes sont en marche, ce qui les aide à comprendre pourquoi elles n'ont pas le pouvoir de contrôler leur propre vie.
Les théories du complot séduisent les personnes se percevant en marge de la société. La place qu'elles occupent les amène à penser que les explications officielles des événements ne suffisent pas. Elles peuvent également être tentées de croire que des forces indépendantes de leur volonté influencent leur vie.
Ces personnes seront plus sensibles au stress, au sentiment d’impuissance et de dépossession.
Pour ce qui est de l’impuissance politique, il s’agit ici de ressentir un sentiment d’asymétrie avec les politiques, que les personnes jugent comme possédant trop de pouvoir. Celles-ci peuvent même éprouver le besoin de posséder des armes qui leur redonneront plus de pouvoir.

##### Tolérance de l'ambiguïté
Les personnes qui ont une faible tolérance à l'ambiguïté peuvent préférer les explications simplifiées que les théories du complot offrent souvent aux multiples explications fournies par les autorités légitimes.
Ceux qui font preuve de rigidité au niveau cognitif, qui ne souhaitent pas analyser les causes des événements dans le monde qui les entoure peuvent aussi être attirés par les théories du complot.
Les théories fournissent une attribution causale ou plusieurs, toute faite pour des événements qui pourraient sembler complexes. Attribuer certains de nos problèmes internationaux à d'autres groupes ou citoyens fournit une explication simplifiée d'un ensemble complexe d'événements.

##### Complexité de l'attribut
Dans le même ordre d'idées que la tolérance à l'ambiguïté, de nombreuses théories du complot offrent des explications simplifiées d'événements complexes pouvant plaire aux personnes qui préfèrent la simplicité cognitive à la complexité.
Il est à noter que la simplification de la complexité est faiblement liée à l'adhésion de théories du complot, mais elle trouve partie dans l'aspect de malaise qu'éprouvent certains avec l’ambiguïté.
Effectivement, dire que la théorie de complot permet de réduire la complexité des choses rapporte au fait que, ne pas analyser les causes des événements dans le monde qui les entourent, amène les personnes à croire aux théories de complot.

##### Besoin de connaissance
Les personnes qui ne ressentent pas le besoin de connaissance peuvent trouver plus simple d'accepter les théories du complot comme explications de divers événements complexes que d'affronter les ambiguïtés et les subtilités du monde réel.
Les croyances en matière de complot ne semblent pas être fondées sur des processus cognitifs rationnels. Au lieu de cela, il est soutenu qu'elles sont fondées par les traitements émotionnels et intuitifs.
Parish soutient que, bien que nous soyons dans une société « postmoderne », les croyances aux phénomènes paranormaux ne s’affaiblissent pas, elles augmentent. Certains complotistes recherchent des signes, des liens avec ce qu'ils vivent et le monde qui les entoure. Il s'agit là d’éléments appartenant à la pensée magique qui détermine également un théoricien du complot. Ces constructions complotistes, aussi diverses soient-elles, marquent ainsi une permanence de cette pensée magique chez des héritiers du désenchantement du monde qui ne nient pas complètement la modernité rationnelle mais relèvent ses failles et ses injustices.

#### Rumeurs
La propagation des théories du complot fonctionne sur le mode de la rumeur. Lorsque l'information est diffusée, elle est transformée et simplifiée. Au fur et à mesure que la rumeur se diffuse, elle devient de plus en plus facilement compréhensible. De plus, plus l'information est accessible, plus elle se diffuse largement. La propagation exponentielle des rumeurs et des théories du complot relève donc d'une réciprocité entre diffusion et transformation. Par ailleurs, ce phénomène de propagation se situe toujours dans un contexte historique, politique et socio-économique bien précis. La transformation de l'information est donc une représentation culturelle partagée, c'est une construction de sens en lien avec le contexte dans lequel elle émerge, et non une simple dégradation de l'information.

### Scénarios d'émergence

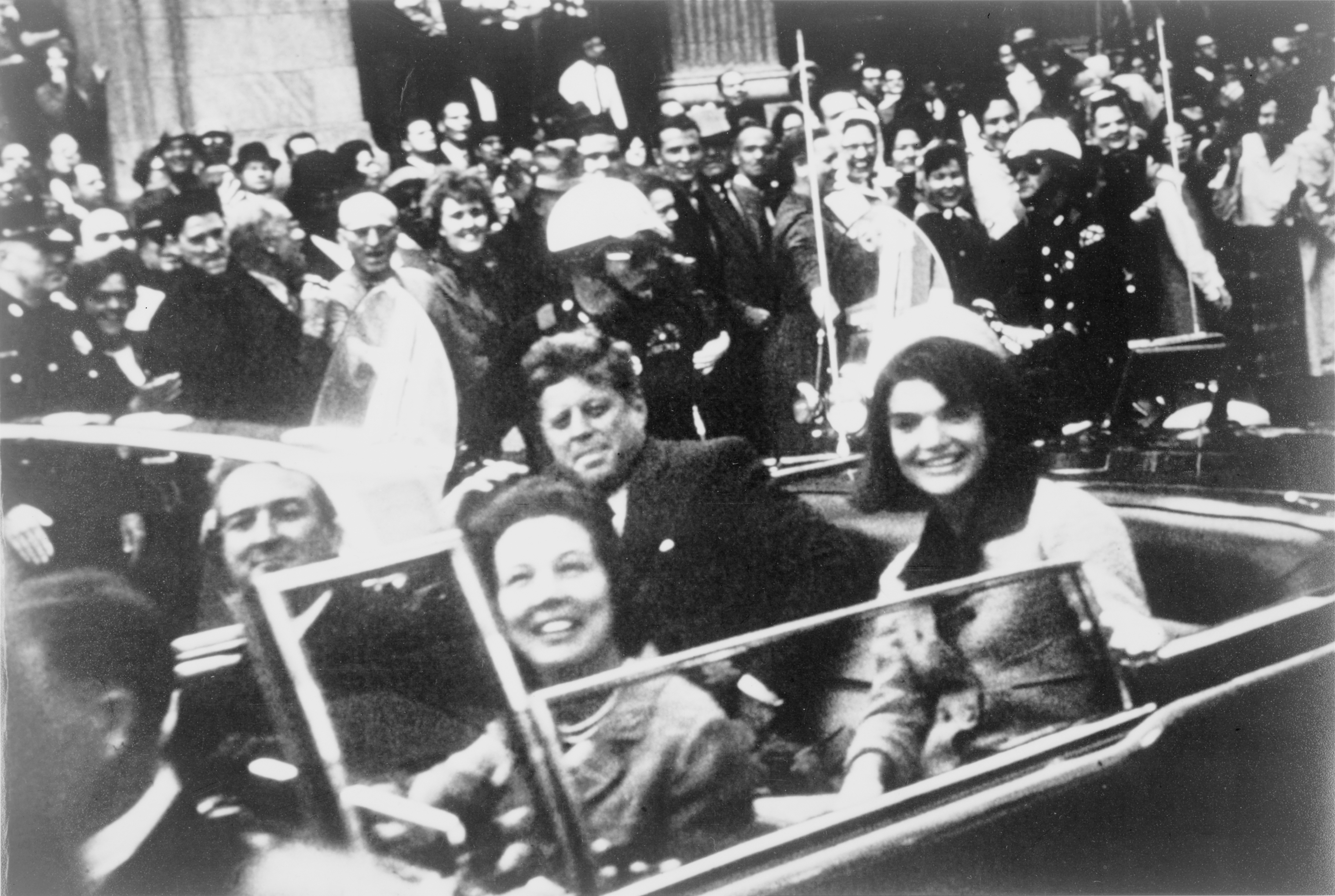
L'assassinat de Kennedy, un des attentats ayant le plus marqué l'Amérique moderne, a suscité et suscite encore de nombreuses théories du complot.

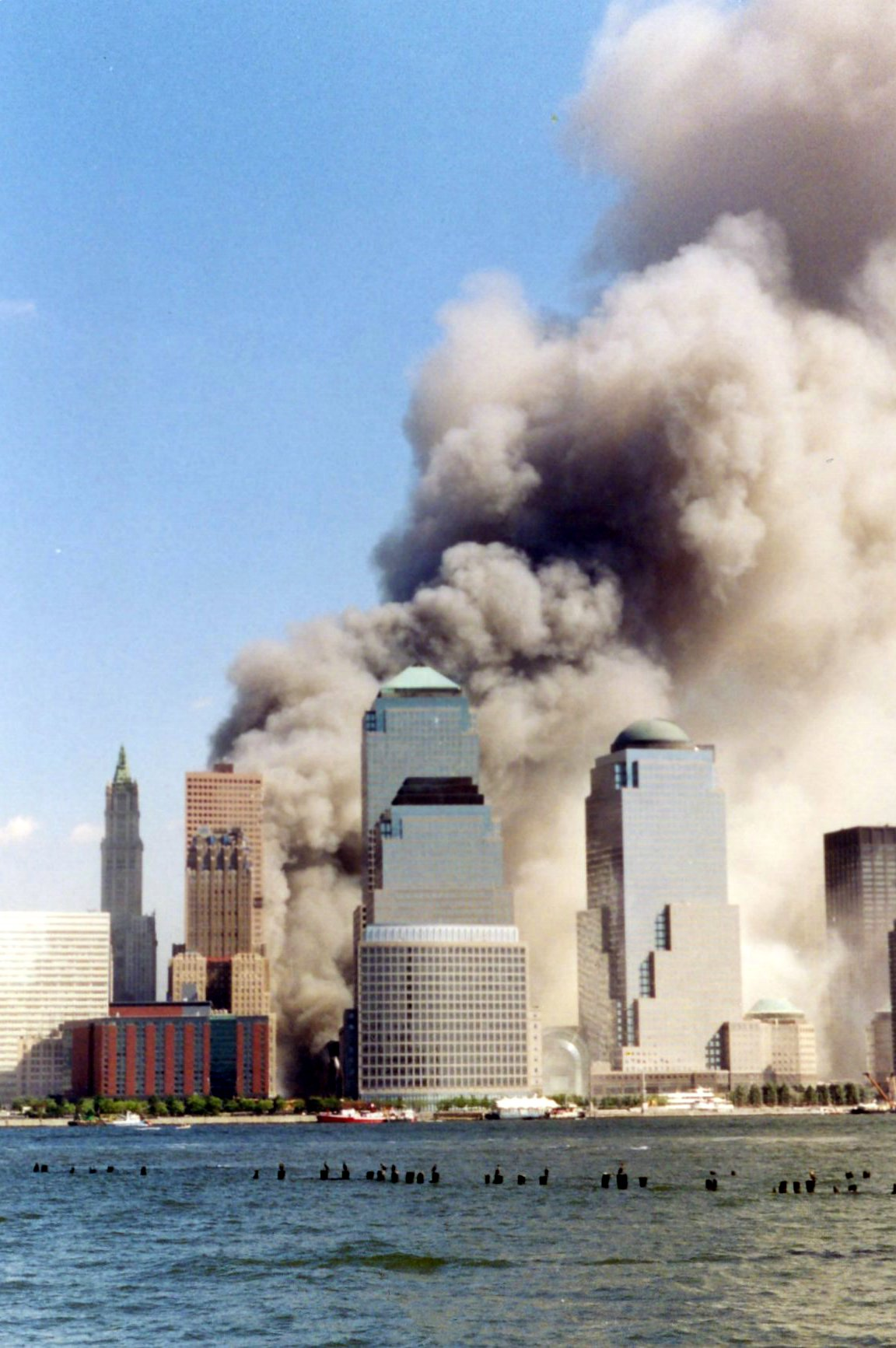
Les théories du complot sur les attentats du 11 septembre 2001 sont celles qui générèrent le plus de trafic sur Internet durant les années 2000.

Les théories du complot peuvent germer de plusieurs manières :
- Par un réflexe de doute de la part du public face aux explications officielles données à un évènement. Elles se développent dans l’opinion lorsque celle-ci ne se trouve pas en situation de croire l’explication principale d’un évènement donné notamment :
  - à la suite d'un évènement formant un choc moral important (pour la France notamment : la défaite de 1870 ; celle de 1940 ; ou encore le jour même de l'attentat contre Charlie Hebdo en janvier 2015) ;
  - dans des situations de conflit ;
  - lorsque la confiance dans le gouvernement et les institutions est très faible. Aux États-Unis, la défiance d’une partie de la population face à l’État fédéral alimente ainsi des théories du complot quant à divers secrets cachés par le gouvernement américain à sa propre population, d’évènements politiques (assassinat de Kennedy, attentats du 11 septembre 2001) à l’existence d’extraterrestres (affaire de Roswell).
- Par la propagande des autorités. En effet, il peut aussi s’agir de l’explication officielle donnée par un État ou une force en présence lors d’une crise ou d'un conflit (cas de la théorie du complot juif dans l'Allemagne nazie).
- Par la publication d’articles et d’ouvrages remettant en cause les versions officielles. Les personnes suscitant les théories du complot seraient souvent minoritaires et mal connues du grand public, que ce soit à cause de leur goût du secret, de l'entre-soi, ou du risque d'être attaqué en société pour avoir avancé une idée non politiquement correcte, car officiellement inavouable si la théorie était vraie.

D'un point de vue plus psychologique, Van Prooijen et Jostmann identifient plusieurs facteurs qui influencent le fait de croire ou de ne pas croire aux théories du complot, comme l'incertitude subjective et la moralité perçue des autorités. Selon eux, il faut que l'incertitude atteigne un certain niveau pour que les croyances au complot émergent en se basant sur cette moralité. Paradoxalement, les auteurs ont montré dans la même étude que l'incertitude ressentie peut aussi favoriser la non-adhésion aux théories complotistes. Ainsi, ils concluent finalement que « l'incertitude conduit les gens à être plus attentifs à la moralité des actions des autorités, qui influe par la suite sur la croyance ou l'incroyance aux complots ».

## Culture conspirationniste

### Principaux exemples
Il existe de nombreuses théories du complot, qui attribuent des intentions perverses et un pouvoir démesuré à des catégories particulières d'individus (communistes, francs-maçons, juifs, lépreux) ou à des institutions (Église catholique, gouvernements, organisations internationales).

#### Complots catholiques

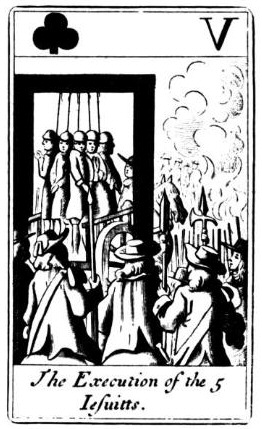
Exécution de cinq jésuites par les Anglicans sur une carte à jouer, 1849

De nombreux ordres liés à l'Église ont été la cible de théories du complot à travers l'histoire, comme les Templiers.
L'Église elle-même a parfois été la cible du conspirationnisme : en 1678, le Popish Plot ou « Complot papiste », fausse accusation de conspiration portée envers les catholiques anglais, déclencha des persécutions, la promulgation de lois répressives, et des remaniements diplomatiques.
Les Jésuites ont également été régulièrement visés dans de nombreux pays par des tenants d'un complot jésuite : au Portugal et en Espagne, en Chine et au Japon, en Pologne et en Allemagne, en France également. Dès le début du XVIIe siècle, le faux Monita secreta les montre complotant pour conquérir l'influence politique et économique. Ils sont plus tard visés par une théorie du complot politique élaborée par les jansénistes et de nombreux protestants. Au XIXe siècle, ils sont désignés comme l'« Ordre noir » par Jules Michelet et Edgar Quinet qui attribuent, dans leur livre Les Jésuites, la Restauration et la monarchie de Juillet à un complot des jésuites. Les romans d'Eugène Sue (notamment Le Juif errant, publié sous forme de roman-feuilleton dans le contexte difficile de la révolution de 1848) se sont largement fait l'écho de ces croyances.
À partir du XXe siècle, l'Opus Dei passe à son tour pour une société secrète et financière qui contrôle les États.
Plus récemment, à travers les nouveaux mouvements religieux de la nébuleuse New Age et les ouvrages d'auteurs néognostiques, une théorie du complot se répand selon laquelle l'Église de Rome serait une puissance conspiratrice depuis l'investiture de l'apôtre Pierre comme souverain pontife, et que Jésus aurait été victime d'un complot politique : son enseignement aurait été maltraité et expurgé de sa dimension essentielle pour maintenir les individus dans l'ignorance, notamment lors du premier concile de Nicée. On voit alors la prétendue vérité cachée « réapparaître » dans des publications contemporaines qui se proposent de réécrire l’histoire du christianisme : The Jesus Conspiracy de Holger Kersten et Elmar R. Gruber en 1994, The Templar Revelation de Lynn Picknett et Clive Prince en 1997, ou encore The Jesus Papers: Exposing the Greatest Cover-Up in History de Michael Baigent en 2006. Ces thèses pseudo-historiques se fondent en fait sur des écrits apocryphes rédigés entre les IIe et Ve siècles de notre ère, comme l’Évangile de Nicodème ou l’Évangile de Philippe, mais aussi des ouvrages beaucoup plus récents, comme L'Évangile du Verseau. L'on peut aussi relever, après le Complot catholique et le Complot juif, la thèse du Complot musulman (Eurabia) apparue en 2005. Pour mieux comprendre, voir Critique de l'islam et Islamophobie. C'est donc le complot religieux le plus récent, très critique et virulent.

#### Complot des lépreux
Au XIVe siècle, dans certaines villes en Europe, se développe l'idée d'un complot des lépreux, qui vont être persécutés et isolés dans certaines villes en France. On leur reproche d'empoisonner l'eau et de chercher à prendre le pouvoir. Ces accusations vont s'étendre aux Juifs, qui auraient passé une entente avec les lépreux et le souverain musulman du royaume de Grenade. Ces peurs finiront par atteindre les présumés sorciers et sorcières aux quinzième et seizième siècle.

#### Complots maçonniques et Illuminati
Les francs-maçons et des sociétés secrètes analogues, comme les Illuminés de Bavière, sont souvent la cible de théories du complot, accusés d'être une force agissant dans l'ombre. L'affaire des fiches en 1904 — fichage secret et ségrégation politique et religieuse réalisés par l'obédience maçonnique Grand Orient de France contre les officiers catholiques — a ravivé l'imagination. En Turquie, on a rapporté que la Révolution kémaliste était due à un complot de la loge Union et Progrès, qui a créé le parti Jeunes-Turcs[réf. nécessaire]. La propagande de Vichy attribue la défaite de la France en 1940 à l'influence pacifiste de la Franc-maçonnerie sur les gouvernements du Front populaire[réf. nécessaire]. Un prétendu complot synarchique est également dénoncé par le régime de Vichy.

#### Complot juif et complot sioniste

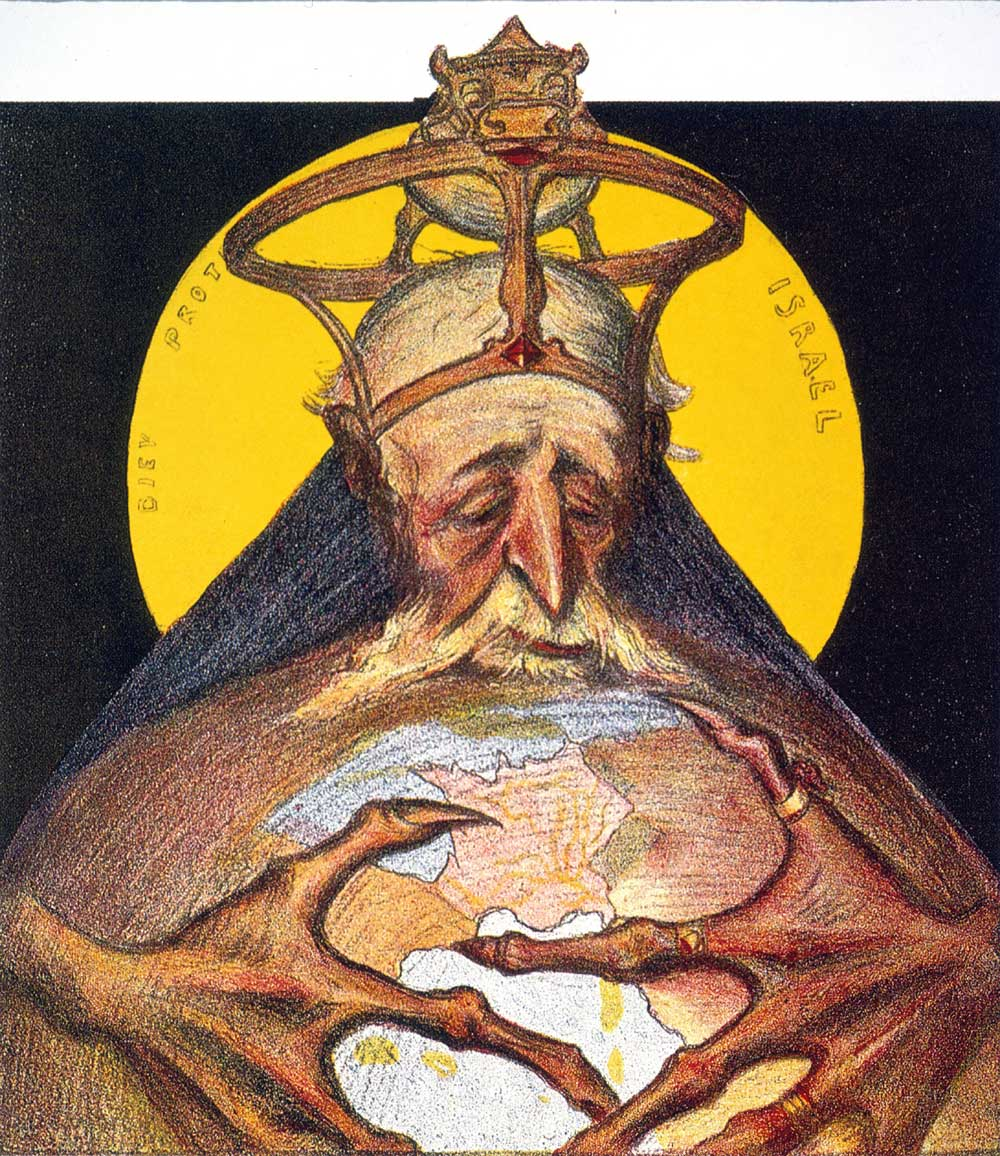
Caricature antisémite représentant un membre de la famille Rothschild enserrant le monde dans ses mains en forme de serres. (Source: Charles Lucien Léandre pour Le Rire, n° du 16 avril 1898)

#### Complots bolchéviques et antibolchéviques
L'URSS a eu recours à la théorie du complot, invoquant des complots des Mencheviks, des socialistes-révolutionnaires, des anarchistes ou de députés de l'ex-Constituante. Plus tard suivront la théorie du complot des Trotskystes qui aboutira à l'assassinat de Trotsky, le complot de sabotage des Koulaks ukrainiens pour expliquer la famine ukrainienne ou le complot des Jdanovistes, dit aussi « complot des blouses blanches », visant des médecins juifs, sous Staline, en 1950. Dans les années 1930, d'autres « complots » virtuels furent dénoncés et punis lors des Grandes Purges.
Le coup d'État bolchevik qui a mis fin à la république russe issue de la révolution de février 1917 a pu également être dénoncé comme un complot du « judéo-bolchevisme ». À l'époque de la décolonisation, certains ont soutenu que les guerres d'indépendance, comme celle de l'Algérie ou de l'Indochine, ne seraient pas le fait des masses populaires, mais de factions d'opposition armées et financées par le bloc de l'Est ou d'autres pays étrangers pour s'approprier les ressources naturelles du pays considéré.

#### Complot scientifique
L’idée d’un complot international visant à maintenir l’ordre mondial actuel par la « maîtrise du monde » s’est diffusée dans la littérature et l’opinion publique, se nourrissant de l’accélération des évolutions technologiques, mais aussi de personnages fictifs de scientifiques dévoyés comme les docteurs Faust, Folamour ou Frankenstein, l’ingénieur Robur, le professeur Moriarty et divers autres « savants fous », incarnant les peurs liées aux risques bactériologiques, à l'intelligence artificielle, aux nanotechnologies (gelée grise) ou plus généralement à la fin du monde. En promouvant la paléontologie, l’archéologie et l’histoire universitaire, ce complot scientifique international viserait, entre autres, à occulter la « fantastique histoire vraie de l’humanité » (ou de tel ou tel peuple), ou encore celle décrite dans la Genèse biblique, afin d’égarer les peuples et les empêcher d'accomplir leur destin.

#### Complots d'origine extra-terrestre

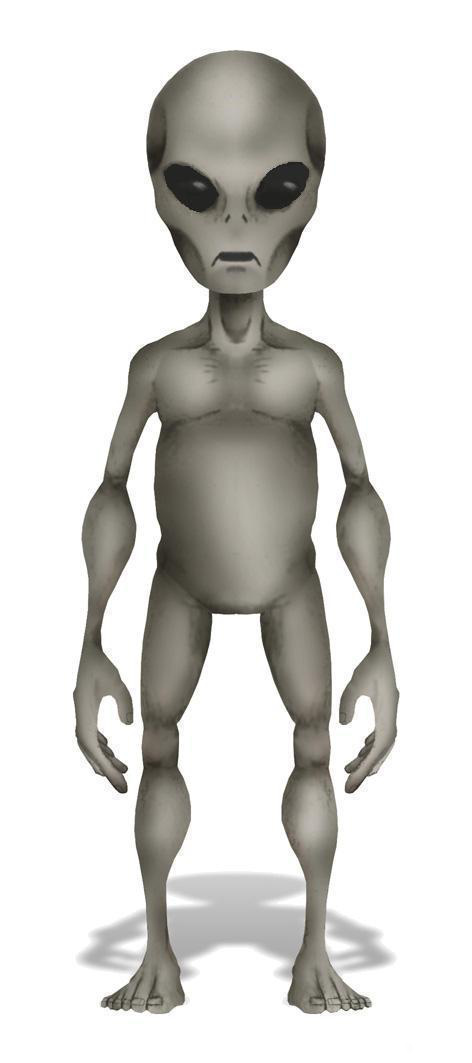
Représentation d'un « petit-gris ».

Les principaux tenants de cette théorie sont Anton Parks et David Icke. Selon cette théorie qui relève également de la systemic conspiracy theory expliquée par Mickaël Barkun, un nombre important de preuves archéologiques soutiendraient l'idée que toutes les théories du complot elles-mêmes auraient pour fonction de confondre les foules au sujet d’une vérité cachée, qui en fait masquerait une réalité plus grande et plus incroyable encore. Selon cette théorie, il est question d’extraterrestres (en général des reptiliens ou des petits-gris) dont le niveau de compréhension de la psychologie humaine permettrait depuis des millénaires d'inciter à des comportements préjudiciables pour soi et autrui, ceci dans le but de maintenir l'humanité dans des « vibrations basses », de manière à les détourner de toute forme de spiritualité, et donc de liberté. Icke cite également les Illuminati avec les Rothschild comme acteurs majeurs. Cette domination invisible, dissimulée derrière une illusion démocratique, serait relayée par les gouvernements, consciemment ou non.
L'autre principal complot d'origine extraterrestre est lié à l'existence supposée du Majestic 12. Ce groupe secret (ou le groupe qui lui aurait succédé sous d'autres noms) aurait selon certains (Jimmy Guieu, Paul Hellyer, Steven M. Greer, Edgar Mitchell, etc.) réalisé secrètement, pour son propre compte (avec ou sans l'accord du gouvernement des États-Unis, avec ou sans l'aide des extraterrestres eux-mêmes), une rétro-ingénierie de la technologie extraterrestre, et empêché toute diffusion de ses découvertes (notamment l'énergie du vide). Pour le colonel Philip J. Corso, cette rétro-ingénierie a été pratiquée dès 1947 à la suite de l'affaire de Roswell et a conduit à l'élaboration de nombreuses techniques modernes, dont la fibre optique, le laser ou les circuits intégrés.

#### Complots américains

##### Complot impliquant les services secrets américains
Les États-Unis sont au cœur de nombreuses théories du complot, notamment du fait des nombreuses activités illicites perpétrées par la CIA tout au long du XXe siècle.
La question de l'intervention des multinationales américaines ou de la CIA dans les coups d'État de la seconde moitié du XXe siècle en Amérique latine (Bolivie, Panama, Nicaragua…) est controversée. Leur intervention est parfois historiquement documentée (l'opération PBSUCCESS ou le coup d'État chilien du 11 septembre 1973 par exemple) ; alors que dans certains cas, seuls des soupçons alimentent l'idée d'un complot.
L'assassinat de John F. Kennedy (1963) n'a jamais cessé de susciter diverses théories, dont certaines accusent les services secrets américains (films Complot à Dallas de David Miller, JFK d'Oliver Stone : assassinat présenté comme une sorte de coup d'État camouflé lié à la volonté du Président de se désengager du Vietnam). Une théorie comparable entretient les soupçons entourant l'assassinat de Martin Luther King (1968).
À propos des attentats du 11 septembre 2001, qui donnent lieu à la théorie du complot la plus populaire selon le journal britannique The Economist, on retrouve, par exemple, la mise en cause des services secrets américains pour réfuter l'implication des seuls pirates de l'air dans les attentats, résultant d'un complot intérieur aux États-Unis,.

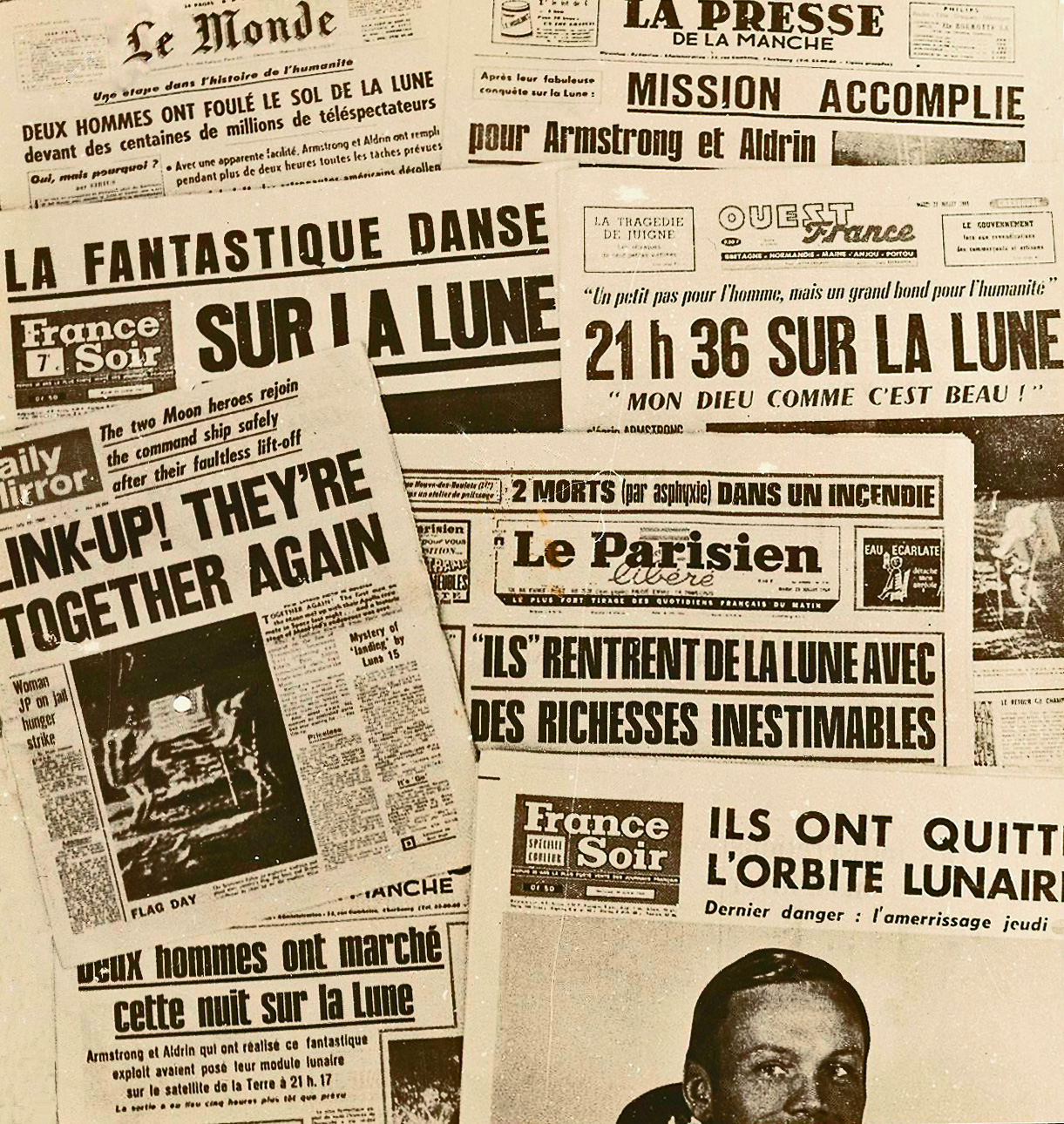
Selon le magazine Science et Vie, 6,5 % des Français pensent que l'homme n'a jamais marché sur la Lune.

##### Complot sur le programme spatial américain
Les rumeurs sur le programme Apollo, selon lesquelles l'alunissage des engins de la NASA n'aurait jamais eu lieu et ne serait qu'une mise en scène, entrent également, selon de nombreux commentateurs, dans le cadre d'une théorie du complot.

##### Théorie des camps de détention pour opposants politiques
Une autre théorie interne aux États-Unis explique que la FEMA aurait en réalité pour objet de construire des camps de détention où seraient emprisonnés tous les opposants potentiels au gouvernement fédéral après que celui-ci aura décrété l'état d'urgence et instauré une dictature dans le pays,.

##### Complot Eurabia
Le complot Eurabia est une théorie conspirationniste développée par l'essayiste Bat Ye'or selon laquelle l’Union européenne serait l'instigatrice d’un complot visant à faire de l’Europe une colonie islamique[réf. souhaitée]. Cette thèse est exposée pour la première fois dans l'ouvrage Eurabia : L'Axe euro-arabe sorti en 2005. Elle est depuis reprise par certains sites Web généralement classés à l'extrême droite ou nationalistes. Elle est associée par des experts à la théorie du grand remplacement développée par Renaud Camus.
Les agitations politiques survenues dans le monde arabe à partir de la Tunisie, à partir de décembre 2010, ont aussi été expliquées, par certains penseurs et écrivains tel Tarik Ramadan, comme étant une conséquence d'un complot organisé par les États-Unis.

##### Complot sur le projet HAARP
En 2010, le projet HAARP (High frequency active auroral research program) a été considéré par les adeptes de la théorie du complot et par certains scientifiques comme étant à l'origine des tempêtes de fin décembre 1999 en Europe, du séisme de 2010 en Haïti, des incendies de forêt en Russie de 2010, des inondations en Chine en 2010. Pour Nicole Bacharan, politologue franco-américaine, la théorie du complot accuse systématiquement les services secrets américains de vouloir contrôler secrètement le monde. Elle ironise en affirmant : « Dans les théories du complot, il faut poser une fois pour toutes que l'Amérique a toujours tort et qu'elle a toujours de mauvaises intentions ».

##### Complots concernant la véracité des fusillades aux États-Unis
Dans l’actualité américaine, des commentateurs utilisent des théories conspirationnistes sur les réseaux sociaux à propos des fusillades (tragédies de Parkland, Sandy Hook, Manchester, Aurora, Orlando, etc.,). Selon eux, ces fusillades ne sont que des mises en scène destinées à rouvrir le débat sur le port d’armes à feu aux États-Unis. David Icke est également de cet avis et croit notamment que le gouvernement américain a procédé lui-même à l'attentat d'Oklahoma City.

#### Complots d'organisations internationales
À travers l'histoire, des organisations et des fondations politiques internationales ont été accusées de vouloir dominer secrètement le monde, comme le Groupe de Bilderberg ou la Commission Trilatérale[réf. souhaitée]. Les déclarations suivantes de David Rockefeller sont couramment citées comme des indices du caractère secret et des ambitions mondialistes de la Commission qu'il a créée.
« As founder of the Trilateral Commission and its current North American chairman, I am usually singled out as the “cabalist-in-chief”. […] Is the commission secretive? Not at all. […] The only part of our proceedings that is “off the record” are discussions at commission meetings, and we keep these private to encourage uninhibited criticism and debate. Is the commission exclusive? Yes, in that we try to select only the most able and outstanding citizens from the industrial democracies. In that context, it is gratifying and not at all surprising that many former members are now Administration officials ».
« Quelques-uns croient même que nous [la famille Rockefeller] faisons partie d’une cabale secrète travaillant contre les meilleurs intérêts des É.-U., caractérisant ma famille et moi en tant qu’internationalistes et conspirant avec d’autres autour de la Terre pour construire une politique globale plus intégrée ainsi qu’une structure économique — un seul monde si vous voulez. Si cela est l'accusation, je suis coupable et fier de l’être ».

#### Complots concernant le conflit syrien
La guerre civile syrienne tient son origine dans les manifestations populaires commencées début 2011 pour demander davantage de libertés. Des évènements comme l'écriture d'un graffiti sur les murs d'une école à Deraa et l'arrestation d'enfants de cette école, ont accentué la contestation, rapidement nommée « révolution syrienne » par les opposants. Très tôt, le régime de Bachar el-Assad minimise ces manifestations, censure la très violente répression de ces manifestations puis la désertion de nombreux soldats et officiers refusant de tuer des manifestants pacifiques. Un récit alternatif est alors propagé par le régime, celui d'un complot externe contre le pouvoir en place et contre la Syrie,. D'autres théories complotistes sont proposées, comme le fait que le conflit serait dû à des intérêts extérieurs, comme la création d'un gazoduc. La propagande de guerre sur ce conflit utilise abondamment la théorie du complot, par exemple pour affirmer que les secouristes surnommés les Casques Blancs seraient des terroristes ou des agents de l'Occident, ou encore, que des attaques chimiques seraient des mises en scènes destinées à discréditer le régime,.

### Médecine

#### Suppression des thérapies «alternatives»
Une étude de 2013 approuvée par l'Université de Chicago a révélé que près de la moitié des Américains croient au moins une théorie du complot médical, et que 37 % croient que c'est sous l'influence de l'industrie pharmaceutique que la Food and Drug Administration supprime délibérément les remèdes « naturels ».
Fer de lance des thérapies se disant « naturelles », la naturopathie s'est par exemple constituée « dès le départ en opposition avec les avancées médicales de l’époque et notamment la vaccination » : si de nos jours un grand nombre de naturopathes se situent en complémentarité avec la médecine, une frange importante poursuit cette opposition et persiste à nier voire diaboliser les avancées scientifiques en matière sanitaire.
En conséquence, la pandémie de COVID-19 a agi comme un révélateur majeur de la dérive antivax voire carrément complotiste de nombreux praticiens et influenceurs de la naturopathie (et plus largement des thérapies dites alternatives, comme l'homéopathie), avec selon le journaliste Tristan Mendès France « des conséquences parfois dramatiques ».

#### Maladies artificielles

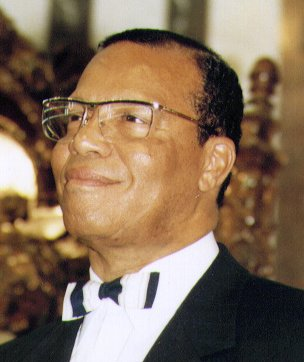
Dirigeant de l'organisation Nation of Islam, Louis Farrakhan a publiquement adhéré à la théorie du complot au sujet du sida.

Les scientifiques ont trouvé des preuves que le VIH avait été transféré des singes aux humains dans les années 1920. Il existe cependant des preuves que le KGB a délibérément diffusé une notion selon laquelle il aurait été inventé par la CIA dans les années 1980. Cette idée, ainsi que des idées similaires concernant la fièvre Ebola, ont depuis été défendues par des personnalités telles que l'acteur Steven Seagal,,, Louis Farrakhan dirigeant de la Nation de l'Islam, et l'ancien président de l'Afrique du Sud, Thabo Mbeki,,. Des théories du complot similaires allèguent que les sociétés pharmaceutiques contribuent à la création de conditions et de maladies comprenant le TDAH, le virus de l'Herpès et le papillomavirus.

#### Fluoration
La fluoration de l'eau est l'ajout contrôlé de fluorure à un réseau public d'approvisionnement en eau afin de réduire la carie dentaire. Bien que de nombreux organismes de santé dentaire soutiennent une telle fluoration, certains théoriciens du complot s’opposent à cette pratique. Les allégations peuvent inclure des affirmations selon lesquelles il s’agit d’un moyen de se débarrasser des déchets industriels, ou de masquer le défaut de fourniture de soins dentaires aux pauvres. Une autre théorie préconisée par la John Birch Society dans les années 1960 décrivait la fluoruration comme un complot communiste visant à affaiblir la population américaine.

#### Vaccination
Une théorie populaire du complot affirme que l'industrie pharmaceutique a dissimulé un lien de causalité entre les vaccins et l'autisme. La théorie a pris racine avec la publication en 1998 d'un article frauduleux de l'ancien médecin discrédité Andrew Wakefield. Le mouvement anti-vaccin qui en a résulté a été promu par un certain nombre de personnalités telles que Rob Schneider, Jim Carrey et le président des États-Unis, Donald Trump,, et a entraîné une augmentation des taux d'infection, et décès dus à des maladies telles que la rougeole dans de nombreux pays, notamment les États-Unis, l'Italie, l'Allemagne, la Roumanie et le Royaume-Uni,,,.
Les théories du complot en matière de vaccins sont répandues au Nigeria depuis au moins 2003, ainsi qu'au Pakistan. Ces théories pourraient contenir des affirmations selon lesquelles les vaccins feraient partie d'un complot anti-islam secret et auraient été liés à des fusillades mortelles et à des attentats à la bombe dans des centres de vaccination dans les deux pays,,.

### Faits d'actualité
Les théories du complot les plus récentes utilisent souvent des faits récents notamment les attentats. Ainsi, en France les attentats du Bataclan et de Charlie Hebdo ont vu l'émergence de plusieurs théories du complot. Elles voient ainsi la remise en cause du gouvernement ou d'institutions de manière générale. De son côté, le gouvernement français lutte contre ces théories du complot en mettant en place la sensibilisation des personnes sur les théories du complot et des différents moyens pour pouvoir les repérer. Un des moyens de diffusion les plus répandus pour ces théories du complot est les réseaux sociaux. Les théories servent souvent de canal de recrutement pour des groupes extrémistes comme Daech qui cherchent à saper la confiance d'une personne envers la société et à l'isoler pour pouvoir l'endoctriner.

## Dans la fiction
Les théories du complot jouent un rôle important dans la littérature moderne. Elles proposent aux écrivains des outils narratifs performants qui leur permettent d'explorer les subtilités de la pensée humaine et les enjeux sociopolitiques complexes. Cette tendance est particulièrement remarquable dans les dernières publications littéraires et médiatiques francophones. Les théories du complot suscitent l'intérêt, tout comme d'autres éléments de fiction (zombies, extraterrestres) en utilisant des intrigues et des énigmes. Elles donnent un « aspect romanesque » aux événements réels, ce qui rend l'actualité plus captivante et mystérieuse, avec des protagonistes, des traîtres et des événements inattendus. De plus, il est tout à fait logique d’utiliser les théories du complot dans le cinéma, parce que Le mot « plot » qui signifie intrigue en anglais désigne à la fois une intrigue et un complot, ce qui souligne que chaque complot se caractérise par une intrigue narrative captivante. De ce fait, les théories du complot sont rapprochées des récits fictionnels où l'invisible et le mystérieux sont les éléments qui suscitent de l'action. D'après des études universitaires approfondies, il y a un lien entre la fiction et les théories du complot. Dans son article intitulé Quand la fiction suscite les théories du complot, Irène Delse examine comment des œuvres de fiction ont eu un impact sur certaines croyances complotistes, en mettant en avant des thèmes tels que les « hommes serpents » ou les sociétés secrètes .L’utilisation des théories du complot dans la fiction permet non seulement d’interroger la réalité, mais aussi de questionner les structures de pouvoir et surtout permet de refléter les angoisses contemporaines. En intégrant ces éléments, les auteurs et créateurs offrent au public des récits captivants qui résonnent avec les préoccupations actuelles, tout en mettant en lumière les mécanismes de la pensée complotiste.
Plusieurs œuvres de fiction s'inspirent de certaines thématiques complotistes, comme la série télévisée X-Files qui retrace un complot mondial impliquant des phénomènes extra-terrestres, le jeu de société Illuminati ou le roman Da Vinci Code qui induit un complot selon lequel l'Église occulterait des faits historiques sulfureux, en particulier que Jésus ait été l'époux de Marie-Madeleine et aurait eu avec elle une descendance, encore présente aujourd'hui.

## Pour approfondir